# Turbinen-Strahltriebwerk

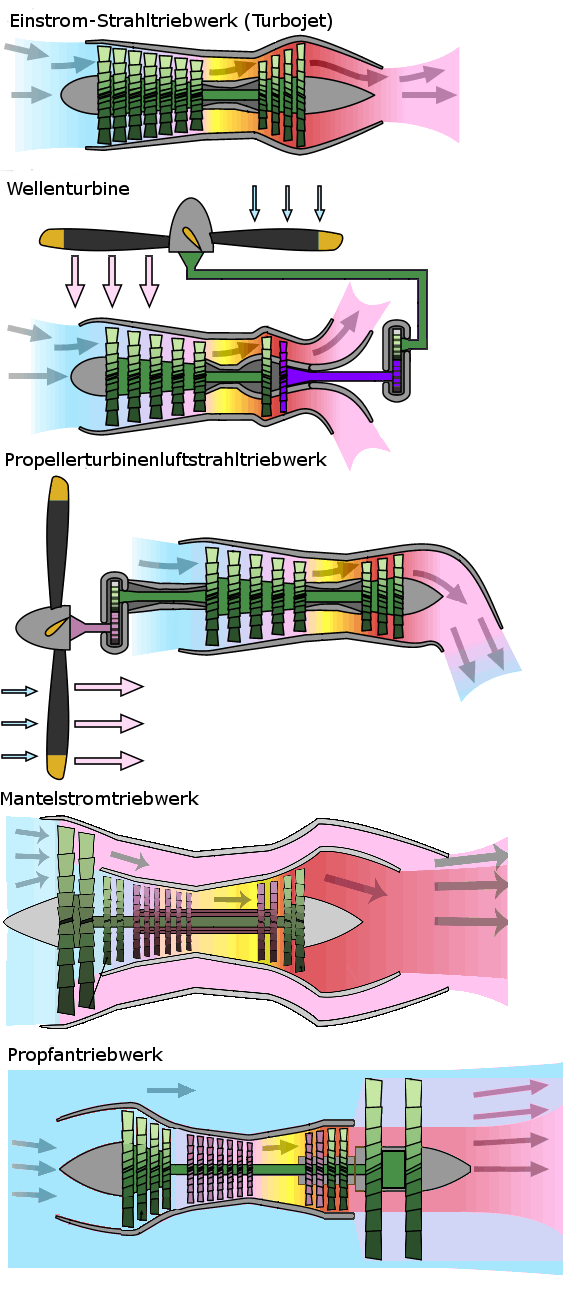
Verschiedene Bauarten von Turbo-Strahltriebwerken

Grundsätzlicher Aufbau eines Strahltriebwerks, hier am Beispiel eines Turbojets ohne Nachbrenner

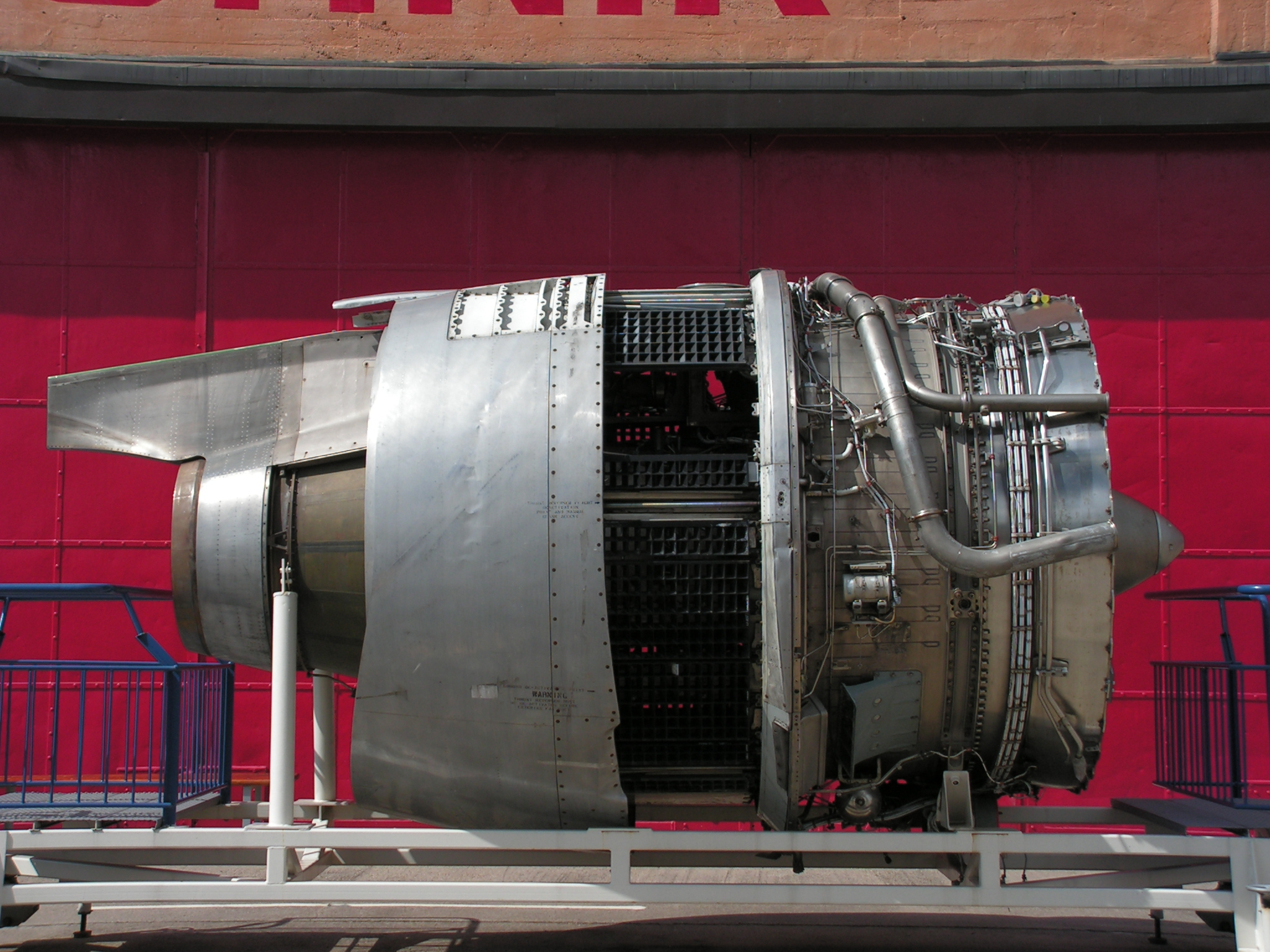
Ein Turbofan-Triebwerk der 1970er Jahre, Typ Rolls-Royce RB211

Ein Turbinen-Strahltriebwerk (auch Turbo-Strahltriebwerk, Turbo-Luftstrahltriebwerk, Turbinen-Luftstrahltriebwerk, Gasturbinen-Flugtriebwerk, allgemeinsprachlich auch Düsentriebwerk, Jettriebwerk oder einfach Düse) ist ein Flugtriebwerk, dessen zentrale Komponente eine Gasturbine ist und das auf der Rückstoßwirkung des erzeugten Luft- und Abgasstroms beruht (Rückstoßantrieb). Der Wortbestandteil „Turbo-“ oder „Turbinen-“ bezieht sich auf die rotierenden Innenteile des Triebwerks (vgl. lateinisch turbo ‚Wirbel, Kreisel‘), d. h. auf die vom austretenden Abgasstrahl angetriebene Turbine (Gasexpansionsturbine), die den Turbokompressor zum Ansaugen und Verdichten der Verbrennungsluft antreibt.
Turbinen-Strahltriebwerke zeichnen sich durch hohe Leistung und Schubkraft aus, bei vergleichsweise geringen Massen und Baugrößen. Sie sind seit Mitte des 20. Jahrhunderts die meistgenutzten Triebwerke. Ihre Vorteile wirken sich aber erst oberhalb von etwa 100 Kilowatt Leistung aus; kleinere Flugzeuge nutzen daher Kolben- oder Elektromotoren. Die mit Turbinen-Strahltriebwerken ausgestatteten Flugzeuge werden als Strahlflugzeuge oder Düsenflugzeuge bezeichnet.

## Abgrenzung
Turbinen-Luftstrahltriebwerke zählen gemeinsam mit den Raketentriebwerken, den Staustrahltriebwerken und den Pulsstrahltriebwerken zur Gruppe der Strahltriebwerke. Mit Ausnahme des Raketentriebwerks sind sie luftatmend: vorne Luft einsaugend, die Luft in ihrem Inneren zur Verbrennung von Treibstoff nutzend und die Abgase hinten wieder ausstoßend (Durchströmtriebwerke). Raketen dagegen zählen zu den reinen Ausströmtriebwerken; Staustrahl- und Pulstriebwerk basieren nicht auf der Gasturbine.

## Funktionsweise

### Wirkungsprinzip

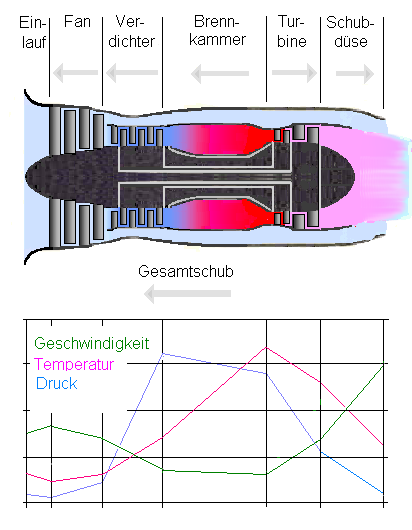
Schub, Geschwindigkeit, Temperatur und Druck in einem Strahltriebwerk (hier Mantelstromtriebwerk)

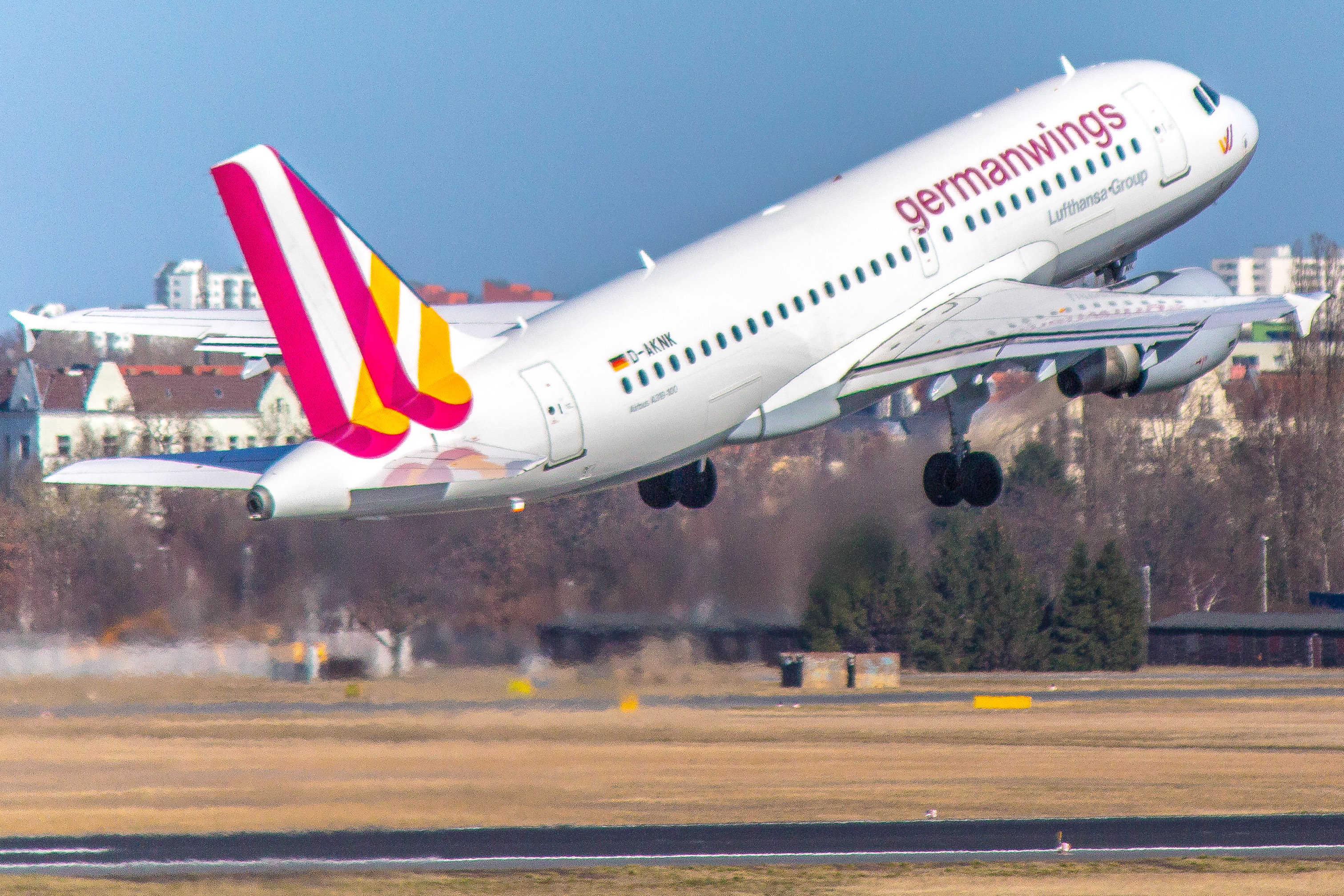
Luftstrom am Triebwerk beim Start eines Flugzeuges.

Ein Strahltriebwerk ist in der heutigen Form fast immer ein Turbinen-Luftstrahltriebwerk (im Gegensatz zum Staustrahltriebwerk oder dem heute nicht mehr gebräuchlichen Pulsstrahltriebwerk). Das Turbinen-Luftstrahltriebwerk saugt die Umgebungsluft ein und komprimiert sie zur Druckerhöhung in einem Verdichter. In der nachfolgenden Brennkammer wird der Treibstoff (in der Regel Kerosin) eingespritzt und diese Mischung dann verbrannt. Die Verbrennung erhöht die Temperatur und die Strömungsgeschwindigkeit, wobei der statische Druck des Gases leicht abfällt. Die dem Gas zugeführte Strömungsenergie wird dann in der dahinter folgenden Turbine teilweise in Drehbewegung umgesetzt, wobei das Gas noch weiter expandiert (die Turbine entzieht also Energie). Die Turbine dient als Antrieb des Verdichters, des Fans und weiterer Aggregate wie Generatoren oder Kraftstoff- und Hydraulikpumpen. Das Gas expandiert in die hinter der Turbine liegende Düse und hinter dieser auf fast Umgebungsdruck, wobei sich die Strömungsgeschwindigkeit weiter erhöht.
Bei vielen im militärischen und Überschall-Bereich arbeitenden Strahltriebwerken ist zur Leistungssteigerung hinter der Turbine noch ein Nachbrenner angebracht.
Dieser Prozess kann durchaus mit dem in einem Kolbenmotor verglichen werden, wobei jedoch alle vier Takte – Ansaugen, Verdichten, Verbrennen und Ausstoßen – gleichzeitig und kontinuierlich stattfinden. Die dadurch entsprechend Newtons Aktionsprinzip entstehende Kraft ist der Schub (und ggf. Wellenleistung). Der Vorteil des Strahlantriebes gegenüber dem Antrieb über einen Kolbenmotor liegt in seiner Effizienz bei hohen Geschwindigkeiten (speziell bei Überschallgeschwindigkeit) in großen Höhen und in seiner hohen Leistungsdichte (sowohl Volumen- als auch Massenleistungsdichte), d. h. das Triebwerk ist klein und leicht bzgl. der Leistung, die es entwickelt. Bei geringen Geschwindigkeiten sind Turboprops effizienter.
Ein Strahltriebwerk beschleunigt eine relativ geringe Masse Luft sehr stark, wohingegen ein Propeller eine große Luftmasse weitaus schwächer beschleunigt.
Je nach Bauart des Triebwerks entzieht die Turbine mehr oder weniger Leistung aus der Gasenergie (beim Wellenleistungstriebwerk z. B. fast vollständig, beim Turbojet hingegen wird nur wenig Gasenergie entzogen). Bei vielen Triebwerken ist ein Fan vorhanden, der zusätzliche Antriebsenergie auf den Mantelstrom überträgt.
Turbinen-Luftstrahltriebwerke sind im Vergleich zu Kolbenmotor/Propeller-Kombinationen empfindlich gegenüber Fremdkörpern (siehe auch Vogelschlag). Schon eine erhöhte Staubbelastung kann die Wartungsintervalle drastisch verkürzen. Hingegen ist das Einsaugen von Wassertropfen auch bei schwerem Regen unproblematisch.
Das Anlassen des Triebwerkes erfolgt, indem der Verdichter auf eine Mindestdrehzahl gebracht wird. Dies kann durch Einblasen von Luft, elektrisch, mittels einer getrennten Turbine mit Untersetzungsgetriebe (Luftstarter/Kartuschenstarter) oder durch einen kleinen Verbrennungsmotor erfolgen. Im Allgemeinen wird heute ein elektrischer Anlasser für kleinere Triebwerke verwendet, alle kommerziellen Triebwerke der Airbus- oder Boeing-Flugzeuge besitzen Luftstarter. Boeing geht allerdings bei der Boeing 787 den Weg, auch bei großen Triebwerken (GE Nx) einen Elektrostarter einzusetzen. Dies ist ein weiterer Schritt zum neuen Konzept „Electric Engine“.
Nach Erreichen der Mindestdrehzahl wird Kraftstoff in die Brennkammer eingespritzt und durch eine oder mehrere Zündkerzen gezündet. Nach der Entzündung des Kraftstoffs und weiterer Drehzahlzunahme wird die Zündung abgeschaltet; die Verbrennung läuft kontinuierlich weiter. Der Drehzahl-Regelbereich zwischen Leerlauf und Volllast beträgt dabei bis zu 95 %, in der Regel aber nur etwa 40 %. Wie bei allen Turbomaschinen ist der erzeugte Schub extrem von der Drehzahl abhängig, er fällt bei reduzierter Drehzahl schnell ab. So werden bei 90 % der Maximaldrehzahl nur noch ca. 50 % des Maximalschubs erzeugt.
Vom Verdichter wird sogenannte Zapfluft abgenommen, mit der die Druckkabine versorgt wird.

### Physikalische Grundlagen
Für die Effizienz-Berechnung eines Strahltriebwerkes eignet sich der (rechtslaufende) thermodynamische Kreisprozess nach James Prescott Joule am besten. Entscheidende Parameter beim Joule-Kreisprozess sind dabei die Druck- und Temperaturunterschiede. Idealerweise wird also hoch verdichtet, man wählt eine möglichst hohe Turbineneintrittstemperatur T3 und lässt dann das Arbeitsgas über eine möglichst große Düse auf eine möglichst geringe Temperatur expandieren.

Schubformel
Der von den Triebwerken erzeugte Schub entspricht, im Falle einer konstanten Fluggeschwindigkeit und einer konstanten Flughöhe, dem Luftwiderstand des Flugzeugs; der Schub muss größer als der Widerstand sein, wenn das Flugzeug beschleunigen oder steigen soll.
Es gilt folgende vereinfachte Schubformel unter vernachlässigtem Kraftstoffmassenstrom, Sekundärluftmassenstrom und der Annahme, dass der statische Druck der Austrittsströmung dem Umgebungsdruck entspricht:
{\displaystyle S={\dot {m}}_{l}(c_{9}-c_{0})}.
mit
{\displaystyle S:} Schub in N
{\displaystyle {\dot {m}}_{l}:} Luftmassenstrom in kg/s
{\displaystyle c_{9}:} Gasaustrittsgeschwindigkeit in m/s
{\displaystyle c_{0}:} Fluggeschwindigkeit in m/s

Thermischer Wirkungsgrad
Der thermische Wirkungsgrad eines thermodynamischen Kreisprozesses ist allgemein definiert als das Verhältnis zwischen dessen Nutzleistung, {\displaystyle P_{N}}, und der im Brennstoff gebundenen Wärmeenergie, {\displaystyle {\dot {Q}}_{B}}. Für ein Turbo-Luftstrahltriebwerk ergibt sich im Speziellen
{\displaystyle \eta _{\text{th}}={\frac {c_{9}^{2}-c_{0}^{2}}{2\beta H_{i}}},}
mit dem Treibstoff-Luft-Verhältnis {\displaystyle \beta } und dem Heizwert {\displaystyle H_{i}}.

Vortriebswirkungsgrad
Der Vortriebswirkungsgrad eines Turbo-Luftstrahltriebwerks ist das Verhältnis zwischen der erzeugten Schubleistung des Triebwerks und der Nutzleistung des Jouleprozesses. Für den Vortriebswirkungsgrad gilt
{\displaystyle \eta _{\text{p}}={\frac {2}{1+{\frac {c_{9}}{c_{0}}}}}}.
Zu erkennen ist, dass sich die Austrittsgeschwindigkeit negativ auf den Vortriebswirkungsgrad auswirkt. Eine geringere Austrittsgeschwindigkeit ist deshalb, trotz des positiven Einflusses auf den thermischen Wirkungsgrad, von Vorteil. Zweistrahl-Turboluftstrahltriebwerke sind aus diesem Grund effizienter als herkömmliche Turboluftstrahltriebwerke, da sie durch einen zusätzlichen Außenmassenstrom einen höheren Massendurchsatz aufweisen und dadurch für den gleichen Schub eine geringere Austrittsgeschwindigkeit des Kernmassenstroms erzeugen müssen.

Gesamtwirkungsgrad
Der Gesamtwirkungsgrad ist das Verhältnis von Schubleistung zur Wärmeleistung des Brennstoffs. Es gilt
{\displaystyle \eta _{\text{ges}}=\eta _{\text{th}}\cdot \eta _{\text{p}}={\frac {c_{0}(c_{9}-c_{0})}{\beta H_{i}}}}.

## Triebwerksbauarten

### Übersicht
Basis aller Turbo-Luftstrahltriebwerke ist eine Gasturbine. Diese besteht aus einem Verdichter, der die Luft ansaugt und komprimiert, einer Brennkammer zur Verbrennung des Treibstoffs und einer anschließenden Turbine, die einen Teil der Energie der Abgase nutzt, um den Verdichter anzutreiben. Des Weiteren bestehen Turbo-Luftstrahltriebwerke mindestens noch aus einem aerodynamischen Einlauf vor der Gasturbine und dahinter einer druckregulierenden Düse.
- Dieser Grundaufbau wird als Turbojet oder Einstrom-Strahltriebwerk bezeichnet und stellt die einfachste und älteste Bauweise dar (siehe unten). Die nach der Turbine verbleibende Energie der Gase wird in Schubkraft umgewandelt.
- Durch weitere Turbinenstufen kann ein weiterer Anteil der Gasenergie in Rotationsleistung der Welle umgewandelt werden, um damit ein (meist vorgelagertes) Gebläse anzutreiben, dessen Durchmesser meist deutlich größer ist als der des Kerntriebwerks. Damit wird ein zusätzlicher Luftstrom um das Kerntriebwerk herum beschleunigt. Diese Bauweise ist am häufigsten anzutreffen und wird als Turbofan, Zweistrom- oder Mantelstromtriebwerk bezeichnet (siehe unten).
- Falls so viele Turbinenstufen eingebaut werden, dass praktisch die gesamte Energie der Verbrennungsgase in Rotationsenergie umgewandelt wird, und damit kein Gebläse angetrieben wird, so erhält man allgemein ein Wellenleistungstriebwerk. Daran kann ein Propeller angebaut werden, die dann Turboprop oder Propellerturbine genannt werden (siehe unten). Grundsätzlich kann man daran auch andere Maschinen oder „Verbraucher“ anschließen, z. B. den Rotor eines Hubschraubers. Ein Wellenleistungstriebwerk kann auch zum Antreiben von Schiffen genutzt werden (mit angeschlossener Schiffsschraube) oder zum Antreiben eines Generators etwa in einem Gaskraftwerk (stationäre Gasturbine). Tatsächlich gibt es einige Gasturbinen außerhalb der Luftfahrt, die als Anpasskonstruktion eines Flugtriebwerks entstanden sind, diese werden als Aero-Derivativ bezeichnet.

Kampfflugzeuge verfügen häufig über einen Nachbrenner, der nach der Turbine weiteren Treibstoff einspritzt und verbrennt, um noch mehr Schub zu erzeugen.

### Einstrom-Strahltriebwerk (Turbojet)

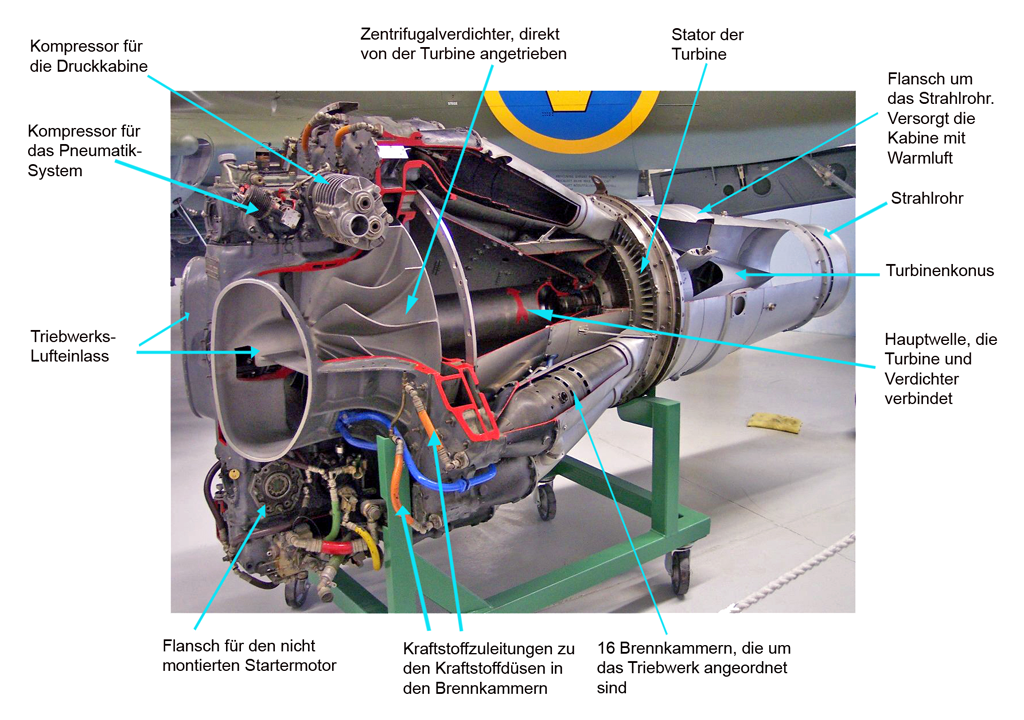
Komponenten eines Turbojets der ersten Generation mit Radialverdichter (De Havilland Goblin)

Der Turbojet ist die einfachste Form eines Turbostrahltriebwerkes. Er besteht aus einer Gasturbine, bei der ausschließlich der Abgasstrahl als Antrieb genutzt wird. Das Triebwerk hat in der Regel nur eine Welle, durch die Turbine und Verdichter miteinander verbunden sind. Durch die hohe Austrittsgeschwindigkeit des Antriebsmediums hat es bei niedrigeren Geschwindigkeiten des anzutreibenden Fahrzeugs (zumeist Luftfahrzeugs) einen, nach heutigen Maßstäben, geringen Wirkungsgrad und erzeugt einen hohen Lärmpegel. Gerade bei Unterschallgeschwindigkeit ist der spezifische Kraftstoffverbrauch hoch, so dass diese Triebwerke aus ökonomischen und ökologischen Gründen in der Regel nicht mehr eingesetzt werden. Bei Überschallflugzeugen haben Turbojets in der Regel auch einen Nachbrenner. Diese Triebwerke sind recht kompakt und die Wartung verhältnismäßig einfach. Ihre Einsatzzeit lag vor allem in den Jahren nach dem Zweiten Weltkrieg bis zur Mitte der 1960er Jahre, und zwar sowohl im zivilen wie auch im militärischen Luftverkehr, wobei sich der Turbojet in der militärischen Anwendung länger halten konnte und noch heute in verschiedenen Flugzeugmustern eingesetzt wird (z. B.: McDonnell F-4 Phantom, MiG-21).

### Zweistrom-Strahltriebwerk (Turbofan, Mantelstrom-, Bypass-Triebwerk)

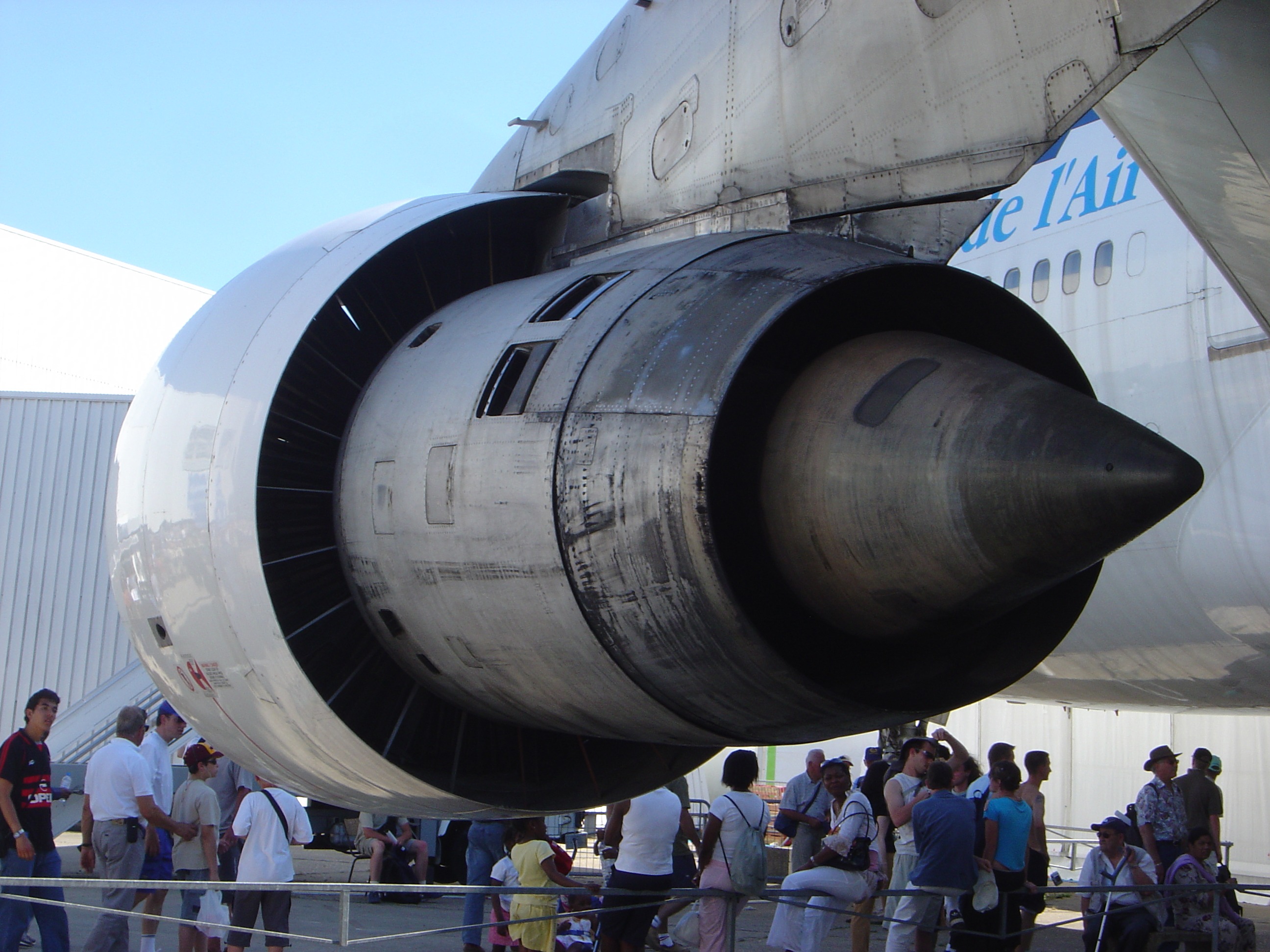
Turbofan-Triebwerk P & W JT9D einer Boeing 747

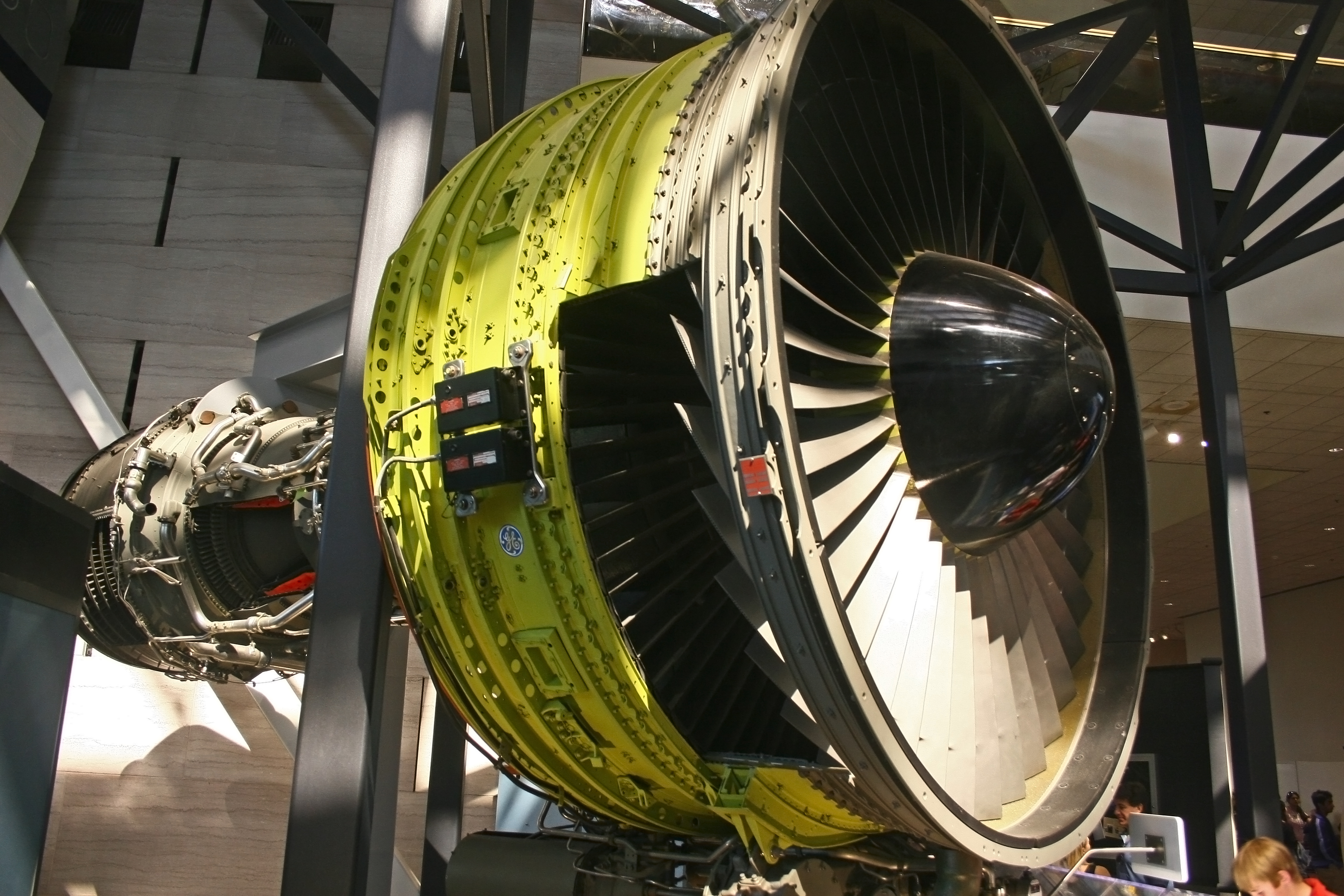
Turbofan-Triebwerk General Electric CF6

Turbofan-Triebwerke sind mittlerweile die vorherrschenden Strahltriebwerke von Verkehrsflugzeugen.
Mantelstromtriebwerke (turbofan) besitzen eine große erste Schaufelblattstufe, den sogenannten Fan (engl. für Gebläse) oder Bläser, der meist von einer eigenen Turbinenstufe angetrieben wird – Fan und letzte Turbinenstufe sitzen hierzu auf einer inneren, langen Niederdruckwelle, die restliche Gasturbine auf einer äußeren, kurzen Hochdruckwelle. Alternativ kann der langsam drehende Fan über ein Getriebe an die schnell drehende Hochdruckwelle angekoppelt sein (Getriebe-Fan-Bauweise). Hinter dem Fan teilt sich der Luftstrom auf in einen inneren Luftstrom, der in die eigentliche Gasturbine, das Kerntriebwerk, gelangt, und einen äußeren Luftstrom, der außen daran vorbeigeführt wird. Das Verhältnis zwischen diesen beiden Luftströmen nennt man Nebenstromverhältnis. Es hat sich im Laufe der jahrelangen Entwicklung von etwa 1:1 auf fast 10:1 vergrößert.
Die zusätzliche zweite Welle ist notwendig, um den Fan mit deutlich niedrigerer Drehzahl betreiben zu können als das Kerntriebwerk. Der Fan hat einen deutlich größeren Querschnitt, seine Schaufeln würden bei hohen Drehzahlen zu hohe Fliehkräfte entwickeln, und es muss auch vermieden werden, dass die Blattspitzen die Schallgeschwindigkeit überschreiten. Die hohe Drehzahl der Kerntriebwerkswelle kann bei kleineren Triebwerken mittels Getriebe auf die niedrigere Drehzahl für den Fan herabgesetzt werden.
Rolls-Royce baut seit langem Triebwerke mit drei Turbinenwellen (Nieder-, Mittel-, Hochdruckteil), um Drehzahlen bzw. Schaufelspitzengeschwindigkeiten der einzelnen Verdichter-/Turbinenstufen in einem Zweistrom-Strahltriebwerk besser abstimmen zu können (z. B. RB211 oder die Trent-Triebwerksfamilie).
Ein Turbofan bietet gegenüber einem Turbojet mehrere Vorteile:
- Besserer Wirkungsgrad des Triebwerkes durch die geringere mittlere Geschwindigkeit des Antriebsluftstrahles und damit geringerer Kraftstoffverbrauch
- Reduzierung des Fluglärms, indem die heißen, schnellen und damit wirbelbehafteten und lauten Turbinengase durch den umgebenden kühlen und ruhigeren Gasstrom der ersten Stufe gedämpft werden

Jagdflugzeuge verwenden Turbofantriebwerke mit relativ niedrigem Nebenstromverhältnis von meist unter 1,5:1. Dies bewirkt eine nur geringere Lärmminderung gegenüber Turbojettriebwerken. Im zivilen Bereich und bei Transportmaschinen waren im Jahre 2001 Triebwerke mit einem Nebenstromverhältnis bis etwa 9:1 im Einsatz.
Bei Turbofan-Triebwerken für Verkehrsflugzeuge erzeugt der Fan den Großteil der Vortriebskraft (oft über 80 %), das Kerntriebwerk und dessen Abgasstrahl dementsprechend wenig – es dient fast nur dem Antrieb des Fans.

### Propellerturbine (Turboprop)

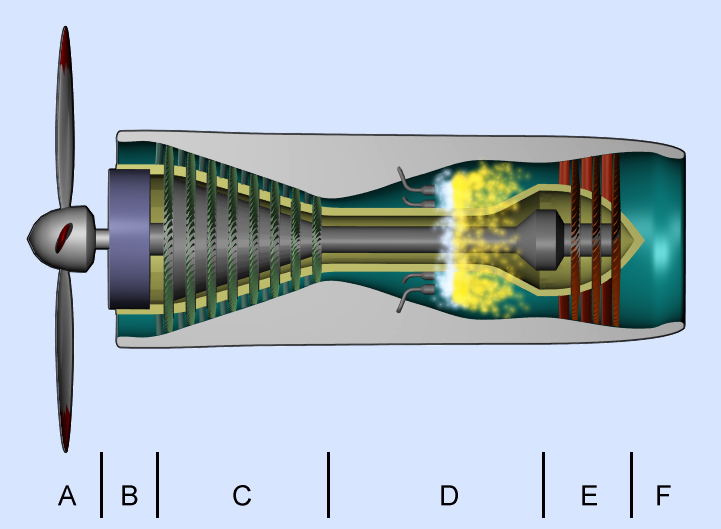
Funktionsschema eines Turboproptriebwerkes (A Propeller, B Getriebe, C Kompressor, D Brennkammer, E Turbine, F Ausstoßdüse)

Eine Sonderform ist der Antrieb einer Luftschraube (Propeller) durch eine Turbine. Diese Antriebsart wird als Turboprop bezeichnet. Die Gasturbine verfügt hierzu über zwei Wellen und/oder die Luftschraube wird durch ein Untersetzungsgetriebe der Antriebsturbine angetrieben.
Im September 1945 flog eine modifizierte Gloster Meteor als erstes Flugzeug mit Turboprop-Antrieb. Der Jungfernflug der Vickers Viscount, des ersten Turboprop-Verkehrsflugzeuges, erfolgte im Juli 1948.
Der Turbopropantrieb ist, insbesondere im Kurzstreckenverkehr und bei mittleren Flughöhen, der wirtschaftlichste Flugzeugantrieb. Die Schallemission wird vom Propeller dominiert und ist bei Propellern mit niedrigen Blattspitzen-Machzahlen gering. Die Geräuschemission durch den Abgasstrahl ist relativ gering, da dessen Geschwindigkeit vergleichsweise niedrig ist. Der Abgasstrom trägt nur in relativ geringem Maße zum Vortrieb bei, ist aber trotzdem in der Leistungskalkulation bei der Wellenvergleichsleistung enthalten. Gegenüber Kolbentriebwerken zeichnet sich die Propellerturbine durch hohe Leistungsdichte und lange Wartungsintervalle aus.
Zur Verringerung des Treibstoffverbrauchs von Flugzeugen wird der Einsatz von Propellerturbinen auch bei höheren Geschwindigkeiten diskutiert. Um den Verlust durch den von einem Propeller erzeugten Drall zu begrenzen, kommen in diesem Fall nur gegenläufige Propeller in Frage, die entweder über ein Planetengetriebe oder aber durch zwei gegenläufige Niederdruckturbinen angetrieben werden. Die Schallemission dieser Antriebsart ist Gegenstand der Forschung und wird entscheidend für den kommerziellen Erfolg des Propellerantriebs bei hohen Flugmachzahlen sein.

## Komponenten
Unterteilt man gemäß funktionalen Baugruppen, so besteht ein Turbo-Luftstrahltriebwerk aus Einlauf, Kompressor, Brennkammer, Turbine und Düse. Der Kompressor und die Turbine sind meist über eine oder mehrere Wellen mechanisch miteinander verbunden. Bei Freilaufturbinen, die zum Teil bei Turboprops zum Einsatz kommen, sind die Turbinenstufen, die den Propeller antreiben, mechanisch von den anderen Komponenten getrennt.
Das Kernelement aller Turbostrahltriebwerke ist die Gasturbine, auch Gasgenerator oder Heißteil genannt. Für den Einsatz als Triebwerk werden ein aerodynamischer Einlauf, eine Düse und gelegentlich auch ein Nachbrenner angebaut. Für die stationäre Nutzung der Gasturbinen, etwa in Gaskraftwerken, werden statt der Düse oft ein Diffusor angebracht sowie ein anderer Einlauf – statt Schubkraft soll meist Wellenleistung erbracht werden, und der Einlauf muss ansaugen anstatt „Fahrtwind“ zu erhalten.
 Lassen sich (zum Beispiel bei einem Wellenleistungstriebwerk) jene Turbinenstufen, die die Nutzleistungsabgabe erzeugen, baulich deutlich vom vorgeschalteten, restlichen (Kern-)Triebwerk abgrenzen (insbesondere wenn das restliche Triebwerk (eine) eigene Welle(n) hat), so wird selbiges Kerntriebwerk auch als „Heißgaserzeuger“ bezeichnet – aus Sicht der Nutzleistungs-Turbinenstufen ist seine einzige Funktion, einen Gasstrom zu liefern, der schnell strömt, unter hohem Druck steht und eine hohe Temperatur besitzt.

### Lufteinlauf
Der Lufteinlauf (Einlass) ist meist nach vorn geöffnet. Das unterstützt seine Aufgabe, als Diffusor kinetische Energie der Anströmung in eine Erhöhung von Druck und Temperatur umzuwandeln, siehe Stagnationsenthalpie. Zudem steigt mit der Temperatur die Schallgeschwindigkeit. Beides zusammen verhindert, dass die schnell rotierenden Verdichterschaufeln mit Überschallgeschwindigkeit („transsonisch“) durchströmt werden.
Bei Fluggeschwindigkeiten im Unterschallbereich weichen die Stromfäden schon im Bereich vor der Öffnung auseinander, was durch die tonnenförmige Wölbung der Triebwerksverkleidung – im Querschnitt der Nase eines Flügelprofils ähnlich – unterstützt wird. Im Innern des Lufteinlaufs nimmt die Querschnittsfläche bis zum Verdichter zu.
Anders bei dafür ausgelegten Triebwerken im Überschallflug: Dort wird die Luft im sich verengenden Einlass durch eine Folge schräger Verdichtungsstöße komprimiert und abgebremst (bzgl. ihrer Relativgeschwindigkeit zum Triebwerk). Triebwerke für einen breiten Bereich der Überschallgeschwindigkeit haben meist eine verstellbare Einlassgeometrie, siehe Staustrahltriebwerk.
Der Lufteinlauf wird im Allgemeinen nicht vom Triebwerkshersteller geliefert, sondern nach dessen Vorgaben als Teil des „Flugwerks“ vom Flugzeugproduzenten gefertigt.

### Fan
Die meisten modernen zivilen Strahltriebwerke sind Mantelstromtriebwerke (engl. turbofan), auch als Nebenstrom- (engl. bypass engine) bzw. Zweistrom-Turbinen-Luftstrahltriebwerk (ZTL) bezeichnet. In ihnen gibt es vor der ersten Verdichterstufe des Kerntriebwerks (Kernstrom) einen Fan (ein auch als Bläser bezeichnetes Gebläse) – eine Triebwerksstufe mit sehr großen Schaufelblättern. Der Fan erzeugt vor allem den Mantelstrom, ein Luftstrom, der zwischen der eigentlichen Gasturbine und der äußeren Triebwerksverkleidung herumgeführt und nach hinten ausgeblasen wird.
Der Fan besitzt, vor allem bei einem hohen Nebenstromverhältnis des Triebwerks, einen deutlich größeren Querschnitt als das Kerntriebwerk; bei zu hoher Drehzahl würden seine Schaufelblätter hohe Fliehkräfte entwickeln, was hohe mechanische Lasten erzeugt. Die einströmende Luft würde zudem an den Blattspitzen Überschallgeschwindigkeit erreichen, was den Wirkungsgrad herabsetzen würde.
Daher befindet sich der Fan heutzutage meist auf einer eigenen Welle, die von der Niederdruckturbine angetrieben wird und mit deutlich geringerer Drehzahl als das Kerntriebwerk läuft. Man spricht daher auch von einem Zweiwellentriebwerk. Zwischen Fan und der ihn antreibenden Welle kann ein Untersetzungsgetriebe angeordnet sein; dann wird die Welle jedoch eher dem Kerntriebwerk zugeordnet und treibt dort meist auch (Niederdruck-)Verdichterstufen an.
Rolls-Royce RB211 und Trent verfügen sogar über drei Wellen. Gerade in den hohen Schubklassen zahlt sich dieses aufwendigere und teurere Konzept aus, da es die Möglichkeit bietet, die Drehzahlen der verschiedenen Komponenten besser an deren optimalen Betriebszustand anzupassen und das Triebwerk daher über einen größeren Schubbereich gleichmäßiger laufen kann.
Die Schaufeln des Fans laufen so in ihrem optimalen Geschwindigkeitsbereich, was die Effizienz des Triebwerks verbessert. Dies verringert nicht nur den Verbrauch, sondern auch die Lärmemission. Durch die niedrigere Drehzahl werden die Zentrifugalkräfte reduziert und die Beschaufelung des Fans kann leichter dimensioniert werden.
Abhängig davon, ob der innere Fanbereich (Luftstrom in den Kerntriebwerks-Verdichter) bereits einen Beitrag zur Kompression leistet, wird er entweder als getrennte Baugruppe (kein Beitrag) oder (teilweise) bereits als erste Verdichterstufe (des Kerntriebwerks) betrachtet. Der äußere Fanbereich (Bypass) bewirkt jedoch stets eher eine Beschleunigung des Mantelstroms denn ein Verdichten.

### Verdichter/Kompressor

CAD-Zeichnung eines Turbofantriebwerks im Bereich des Verdichters

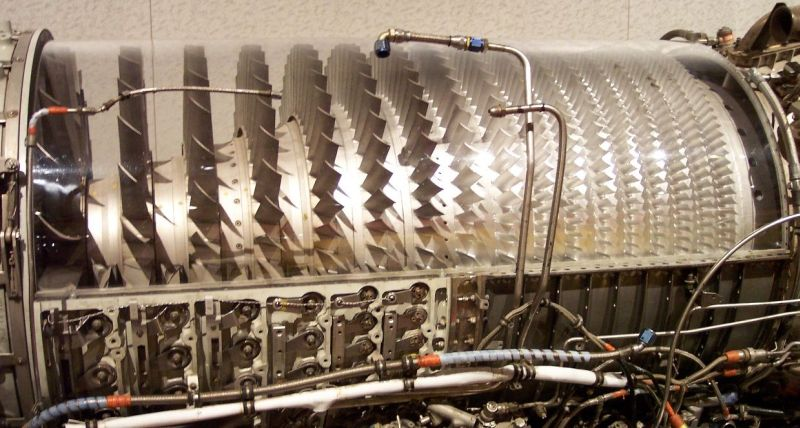
17-stufiger Verdichter eines General Electric J79. (ohne Stator)

Vorderste Komponente des Kerntriebwerks ist der Turbokompressor („Verdichter“). Er hat die Aufgabe, der einströmenden Luftmasse kinetische Energie zuzuführen und diese in Druckenergie umzuwandeln.
Bei frühen Triebwerken (Heinkel HeS 3, General Electric J33, Rolls-Royce Derwent) kamen einstufige Radialverdichter zum Einsatz, die heute nur noch in kleineren Strahltriebwerken und Wellenturbinen verwendet werden. Sie sind bei kleinen Masseströmen vorteilhaft. Moderne Axialverdichter besitzen mehrere Verdichterstufen, die jeweils aus mehreren Laufrädern mit Rotorstufen bestehen können. Die Rotorstufen sind hintereinander auf einer gemeinsamen Trommel angeordnet, bei modernen Triebwerken auch auf bis zu drei Trommeln. Die Statorstufen sind fest auf der Innenseite des Verdichtergehäuses eingebaut. Da im Bereich des Verdichters (wie auch in der Turbine) außer den Statoren kaum feststehende Strukturen existieren, dienen die Statorschaufeln mitunter auch als Verbindungsstreben, um die Lager der Wellen zu halten, und um (über die Lager) Vortriebskraft von der Welle auf das Flugzeug zu übertragen.
Ältere Bauformen (am Beispiel General Electric J79) mit vielen aufeinanderfolgenden Verdichterstufen erreichten dennoch nur mäßige Verdichtungsverhältnisse, beim J79 z. B. 17 Stufen mit Gesamtverdichtung von 12,5:1 (Druck am Ende des Verdichters: Umgebungsdruck), während neuere Entwicklungen mit weniger Stufen wesentlich höhere Verdichtungen erzielen (43,9:1 mit 14 Stufen beim GP 7000 für den Airbus A380). Dies ist durch verbesserte Profile der Kompressorschaufeln möglich, die selbst bei Überschallgeschwindigkeiten (resultierend aus Umfangsgeschwindigkeit der Schaufeln und Anströmgeschwindigkeit) sehr gute Strömungseigenschaften bieten. Die reine Durchströmgeschwindigkeit darf jedoch die örtliche Schallgeschwindigkeit nicht überschreiten, da sich ansonsten die Wirkung der diffusorförmigen Kanäle umkehren würde. Hierbei gilt es zu bedenken, dass die örtliche Schallgeschwindigkeit wegen der steigenden Temperatur im Kompressor (s. o. bis 600 °C) ebenfalls steigt.

### Brennkammer

Brennkammer eines Turbofantriebwerks

Die hohe Kompression der Luft verursacht einen starken Temperaturanstieg („Kompressionswärme“). Die so erhitzte Luft strömt anschließend in die Brennkammer, wo ihr Kraftstoff zugeführt wird. Dieser wird beim Triebwerksstart durch Zündkerzen gezündet. Anschließend erfolgt die Verbrennung kontinuierlich. Durch die exotherme Reaktion des Sauerstoff-Kohlenwasserstoff-Gemisches kommt es zu einem erneuten Temperaturanstieg und einer Ausdehnung des Gases. Dieser Abschnitt des Triebwerks ist durch Temperaturen von bis zu 2500 K (ca. 2200 °C) stark belastet. Ohne Kühlung könnten auch die hochwertigen Materialien (oftmals Nickel-Basis-Legierungen) diesen Temperaturen nicht standhalten, da sich ihre Festigkeit bereits ab ca. 1100 °C sehr stark verringert. Daher wird der direkte Kontakt zwischen der Flamme und der Ummantelung unterbunden. Dies geschieht durch die sogenannte „Sekundärluft“, die nicht direkt in den Verbrennungsbereich gelangt, sondern um die Brennkammer herumgeleitet wird und erst dann, durch Bohrungen an den Blechstößen der schuppenartig aufgebauten Brennkammer, in diese gelangt und sich als Film zwischen die Verbrennungsgase und die Brennkammerwand legt. Dies wird Filmkühlung genannt.
Rund 70 bis 80 % der gesamten Luftmasse aus dem Verdichter werden als Sekundärluft zur Kühlung genutzt, lediglich der Rest dient in der Brennkammer als Primärluft zur Verbrennung. Die mittlere axiale Strömungsgeschwindigkeit eines Triebwerkes liegt bei ca. 150 m/s. Da die Flammengeschwindigkeit des verwendeten Treibstoffes jedoch relativ niedrig ist (ca. 5 bis 10 m/s) muss die Flammstabilität durch ein Rezirkulationsgebiet in der Strömung der Primärzone sichergestellt werden. Dies wird heute typischerweise durch die Verdrallung der Primärluft beim Eintritt in die Brennkammer erreicht. Dadurch werden heiße Verbrennungsgase immer wieder zurück zur Brennstoffdüse gefördert und sorgen so dafür, dass die Verbrennung in Gang bleibt. Weiterhin wird in unmittelbarer Umgebung die Luftdurchflussgeschwindigkeit reduziert (ca. 25 bis 30 m/s), um ein Erlöschen der Flamme (Flammabriss, flameout) zu verhindern und eine optimale Verbrennung zu erzielen. Die Brennkammer bestimmt durch ihre Auslegung den Schadstoffgehalt im Abgas. Man unterscheidet dabei zwischen Rohrbrennkammern, Ring-Rohrbrennkammern und Ringbrennkammern. Letztere sind die heute gebräuchlichen.

### Turbine
Die nach hinten austretenden Gase treffen anschließend auf eine Turbine, die über eine Welle (evtl. mit dazwischenliegendem Getriebe) den Verdichter antreibt. Bei den meisten Einstrom-Triebwerken wird der größte Teil der kinetischen Energie für den Rückstoß genutzt. Es wird also nur so viel Energie auf die Turbine übertragen, wie für den Betrieb des Verdichters gebraucht wird. Heute werden meist zwei- oder dreistufige Turbinen eingesetzt.
Heutige zivile Mantelstromtriebwerke haben mehrere Turbinenstufen (eine Stufe besteht, wie beim Kompressor auch, aus einem Leitschaufelkranz (Stator) und einem Laufrad (Rotor)) und werden in Hochdruckturbine und Niederdruckturbine unterteilt. Da sich die Drehzahlen von Fan und Kompressor meist deutlich unterscheiden, laufen diese beiden Systeme auf zwei verschiedenen Wellen. So treibt die Hochdruckturbine, welche meist direkt auf die Brennkammer folgt, den Kompressor an, während die Niederdruckturbine, welche sich nach der Hochdruckturbine befindet, den Fan antreibt; vereinzelt kommen auch Dreiwellenkonzepte zum Einsatz. Der Mantelstrom erzeugt den Hauptteil des Schubs, sodass der Anteil aus dem Verbrennungs-Rückstoß zu vernachlässigen ist – die Turbine nutzt die Verbrennungsenergie, welche sie den aus der Brennkammer kommenden Gasen entzieht, möglichst vollständig aus, um Fan und Kompressor effizient anzutreiben.
Die Beschaufelung der Turbine wird normalerweise aufwendig gekühlt (Innen- und/oder Film-Kühlung) und besteht aus widerstandsfähigen Superlegierungen auf Basis von Titan, Nickelbasis oder Wolfram-Molybdän. Diese Stoffe werden darüber hinaus in einer Vorzugsrichtung erstarrt, erhalten in ihrem Kristallgitter also eine definierte Richtung und erlauben so, die optimalen Werkstoffeigenschaften entlang der höchsten Belastung wirksam werden zu lassen. Die erste Stufe der Hochdruckturbine besteht vermehrt aus Einkristallschaufeln. Der im Gasstrom liegende Teil der Schaufeln wird mit keramischen Beschichtungen gegen hohe Temperaturen und Erosion geschützt. Wegen der hohen Belastung bei Drehzahlen von über 10.000/min ist dennoch ein Bruch infolge mechanischer oder thermischer Beschädigung nicht immer auszuschließen. Daher werden die Gehäuse von Turbinen dementsprechend ausgelegt.

### Düse
Hinter der Turbine ist eine Düse angebracht, die vor allem die Druckverhältnisse in der Turbine reguliert. Für den Vortrieb stellt die Düse einen Widerstand dar, ebenso wie beispielsweise auch die Turbine. Die verbreitete Bezeichnung „Schubdüse“ ist daher irreführend.
Dennoch beschleunigt sich der Abgasstrom aufgrund des am Turbinenausgang vorhandene Druckgefälles (Turbinenausgangsdruck – Umgebungsdruck) beim Durchströmen der Düse; der Druck wird zuletzt vollständig in Geschwindigkeit umgewandelt. Solange das Druckverhältnis von Turbinenausgangsdruck zu Umgebungsdruck kleiner als ein sogenannter kritischer Wert von etwa zwei ist, ist der Druck am Düsenende gleich dem Druck in der Umgebung. Eine konvergente Düse reicht dann aus. Wenn aber das Druckverhältnis größer als das kritische Verhältnis ist, dann beschleunigt der Strahl auf Überschallgeschwindigkeit. Konvergent-divergente Düsen, also Düsen mit einem engen Hals, sind dann von Vorteil, weil dann der Schub größer wird und der Strahl mit schwächeren Verdichtungsstößen austritt und damit deutlich leiser ist.
Triebwerke mit Nachbrenner führen dem Gasstrom noch vor der Düse weiteren Kraftstoff zu, dessen Verbrennung wegen der dadurch erhöhten Temperatur die Gasdichte reduziert. Die Austrittsgeschwindigkeit des Freistrahls ist dann bei gleichem Düsendruckverhältnis größer und damit auch der Schub. Triebwerke mit Nachbrenner benötigen eine verstellbare Düse, da der engste Düsenquerschnitt bei Nachbrennerbetrieb vergrößert werden muss.

### Gehäuse
Verdichter und Turbine benötigen ein festes Gehäuse, das zum einen die Außenkontur des Strömungskanals bildet und daher die in diesen Baugruppen auftretenden Drücke und Temperaturen aushalten muss, sowie zum anderen im Falle eines Bruchs in der Beschaufelung der Fliehkraft des abgerissenen Teils standhält, sodass dieses nicht das Flugwerk beschädigt oder in der Nähe befindliche Personen verletzen kann. Damit ein Durchschlagen des Triebwerksgehäuses verhindert wird, ist es gewöhnlich mit Matten aus z. B. Aramid verstärkt, welche auch für beschusshemmende Westen, Schutzhelme oder Fahrzeugpanzerungen verwendet werden. Die hohen Temperaturen im Turbinenbereich schließen dort den Einsatz von Aramid aus.
Das Gehäuse des Kerntriebwerks bildet zugleich die Innenkontur des Mantelstroms. Ein zweites Gehäuse um Fan und Mantelstrom bildet die Außenkontur des Mantelstroms und muss ggf. den Abriss eines Fanblatts abschirmen.

### Wellensystem
Die Turbine treibt über eine oder mehrere Wellen den Fan und den Verdichter an. Zusätzlich übertragen die Wellenlager einen großen Teil der Vortriebskraft des Triebwerks auf das Flugzeug.
Da Verdichter- und Turbinenstufen „nahe an der Brennkammer“ eher bei hohen Drehzahlen gut funktionieren, „entferntere“ Stufen jedoch besser bei langsameren Drehzahlen, sind meist nur einfache oder Wellenleistungs-Triebwerke sogenannte „Einweller“; mitunter befindet sich zwischen der Welle und dem sehr langsam laufenden Fan ein Untersetzungsgetriebe.
„Zweiweller“ treiben häufig über die langsame, innere Welle nur den Fan an, oder zusätzlich wenige vordere Verdichterstufen. Die beiden Wellen verlaufen koaxial: Die schnelle, kurze „Hochdruckwelle“ ist hohl mit größerem Durchmesser, die langsame, lange „Niederdruckwelle“ verbindet die hinterste Turbinenstufe mit dem ganz vorne liegenden Fan und führt innen durch die Hochdruckwelle hindurch.
Im Bereich der Brennkammer sind die Wellen Rohr-ähnlich mit relativ geringem Durchmesser; zwischen den Rotorscheiben des Verdichters bzw. der Turbine besteht die Welle meist aus Einzelstücken (Ringen), die mit großem Durchmesser („Trommelbereich“) die Rotorscheiben verbinden und evtl. zugleich in ihrem Abschnitt die Innenkontur des Kernstrom-Strömungskanals bilden.
Bei Dreiwellern treibt die innerste, längste, langsamste Welle nur den Fan an.
Um die dritte Welle zu vermeiden, kann das Triebwerk stattdessen als Zweiweller ausgelegt sein mit einem Getriebe zwischen der jetzt schnelleren Niederdruckwelle und dem nun langsameren Fan. (schnellere Niederdruckturbine = höherer Wirkungsgrad, langsamerer Fan = höherer Wirkungsgrad)

### Äußere Triebwerksverkleidung
Die äußere Triebwerksverkleidung wird i. a. nicht dem eigentlichen Triebwerk zugeordnet, sondern gehört zum Flugwerk (früher oft als Flugzeugzelle bezeichnet). Sie muss keine Antriebskräfte vom Triebwerk auf das Flugwerk übertragen und dient nur der aerodynamischen Luftführung bzw. Verkleidung.

## Parameter
Ein Turbinenluftstrahltriebwerk besitzt eine Vielzahl von Eigenschaften. Hier eine Liste der wichtigsten technischen Parameter, um einen schnellen Vergleich unterschiedlicher Strahltriebwerke herstellen zu können:
- Schub
- Spezifischer Kraftstoffverbrauch (kg/(kN·h); übliche Angabe in kg/kNh)
- Luftdurchsatz (kg/s)
- Abmessungen und Trockengewicht
- Art von Verdichter und Turbine (Radial/Axial/Mischform/Sonder)
- Kompressionsverhältnis des Verdichters
- Art der Brennkammern
- bei Mantelstromtriebwerken: Anzahl der Fan-Stufen und Nebenstromverhältnis
- Anzahl der Nieder- und Hochdruckverdichterstufen
- Anzahl der Nieder- und Hochdruckturbinenstufen
- Wellenanzahl

## Geschichte

### Anfänge
Die Propellerflugzeuge erreichten maximale Geschwindigkeiten von rund 700 km/h, die durch verstellbare Luftschrauben und unterschiedliche Techniken zur Leistungssteigerung der Motoren noch geringfügig erhöht werden konnten. Jedoch ließ sich das Ziel, Flugzeuge zu bauen, die schneller als 800 km/h fliegen konnten, nicht realisieren, ohne eine neue Antriebstechnik zu entwickeln. Die bereits früh als beste Lösung erkannten Rückstoßantriebe ließen sich erst umsetzen, als man genügend Kenntnisse auf den Gebieten der Aerodynamik, der Thermodynamik sowie der Metallurgie hatte.
Die erste selbständig laufende Gasturbine entwickelte der Norweger Aegidius Elling bereits im Jahre 1903. Victor de Karavodine entwickelte dann im Jahre 1906 die Grundlagen des Pulsstrahltriebwerks. Georges Marconnet schlug im Jahr 1909 diese Triebwerksart als Strahltriebwerk für Luftfahrtanwendungen vor. Trotzdem wurde das Turbinenstrahltriebwerk die erste Bauform, die, neben Raketen, ein Flugzeug antrieb.
Eine Nebenlinie zur Herstellung eines Strahltriebwerks waren hybride Entwürfe, bei denen die Kompression durch eine externe Energiequelle erfolgte. In einem solchen System wie beim Thermojet von Secondo Campini – einem Motor-Luftstrahltriebwerk – wurde die Luft durch ein Gebläse, das durch einen konventionellen Benzin-Flugmotor angetrieben wurde, mit dem Treibstoff vermischt und dann zur Schuberzeugung verbrannt. Es gab drei Exemplare dieser Bauart, und zwar die Coanda-1910 von Henri Marie Coandă, die viel später entwickelte Campini Caproni CC.2 und den japanischen Tsu-11-Antrieb, der für die Ohka Kamikaze-Flugzeuge gegen Ende des Zweiten Weltkrieges vorgesehen war. Keiner dieser Antriebe war erfolgreich, die Campini-Caproni CC.2 stellte sich – obwohl sie schon über einen Nachbrenner verfügte – schließlich als im Normalbetrieb langsamer als ein konventionelles Flugzeug mit einem gleichen Flugmotor heraus.

### Triebwerksentwicklung von Frank Whittle (Radialtriebwerk)

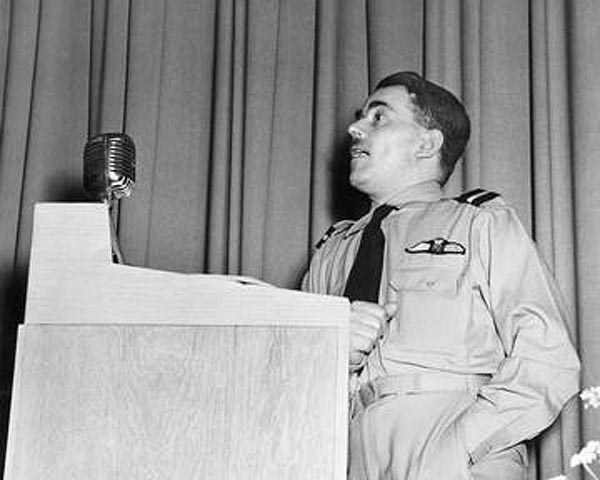
Frank Whittle

Der Engländer Frank Whittle reichte schon 1928 verschiedene Vorschläge zum Bau von Strahltriebwerken ein, konnte aber keine Partner gewinnen.
Der Schlüssel zu einem verwendbaren Strahlantrieb war die Gasturbine, bei der die Energie zum Antrieb des Kompressors von der Turbine selbst stammte. Die Arbeit an einer solchen integrierten Bauart begann in England 1930. Whittle reichte entsprechende Patente für einen solchen Antrieb ein, die 1932 anerkannt wurden. Sein Triebwerk besaß eine einzige Turbinenstufe, die einen Zentrifugalkompressor antrieb.
Im Jahre 1935 gründete Rolf Dudley Williams die Firma Power Jets Ltd. und setzte Whittle als Entwicklungschef ein. Whittle konstruierte ein Triebwerk, den Typ U, dessen erster Testlauf am 12. April 1937 erfolgte und gute Ergebnisse zeigte. Das Ministry for Coordination of Defence (Kriegsministerium) stellte daraufhin Geld zur Verfügung, und es begann die Entwicklung des luftfahrttauglichen Typs W.1. Die Firma Gloster Aircraft wurde beauftragt, ein geeignetes Flugzeug herzustellen. So entstand das erstmals am 15. Mai 1941 geflogene Versuchsflugzeug Gloster E.28/39.

### Triebwerksentwicklung von Hans von Ohain (Axialtriebwerk)

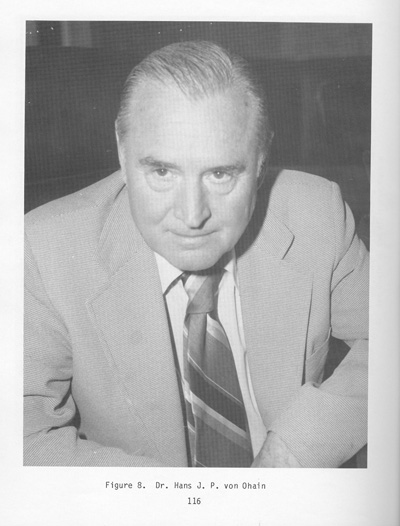
Hans Joachim Pabst von Ohain

Unabhängig von Whittles Arbeiten begann 1935 Hans von Ohain in Deutschland seine Arbeit an einem ähnlichen Triebwerk. Ohain wandte sich an Ernst Heinkel, der sofort die Vorteile des neuen Antriebskonzeptes erkannte. Ohain bildete zusammen mit seinem Mechanikermeister Max Hahn eine neue Abteilung innerhalb der Firma Heinkel.
Der erste Antrieb – Heinkel HeS 1 – lief bereits 1937. Anders als Whittle benutzte Ohain zunächst Wasserstoff als Treibstoff, worauf er auch seine raschen Erfolge zurückführte. Die nachfolgenden Entwürfe fanden ihren Höhepunkt im Heinkel HeS 3 mit 5,4 kN, das in die eigens hierfür konstruierte Heinkel He 178 eingebaut wurde. Nach einer beeindruckend kurzen Entwicklungszeit flog dieser Prototyp bereits am 27. August 1939 in Rostock als erstes Düsenflugzeug der Welt. Als erstes Strahltriebwerk in Serie wurde später das Jumo 004 ab 1942 produziert, welches unter anderem in der zweistrahligen Messerschmitt Me 262 zum Einsatz kam.
In der Luftfahrt setzte sich schließlich das Axialtriebwerk durch.

### Militärische Entwicklung während des Zweiten Weltkrieges

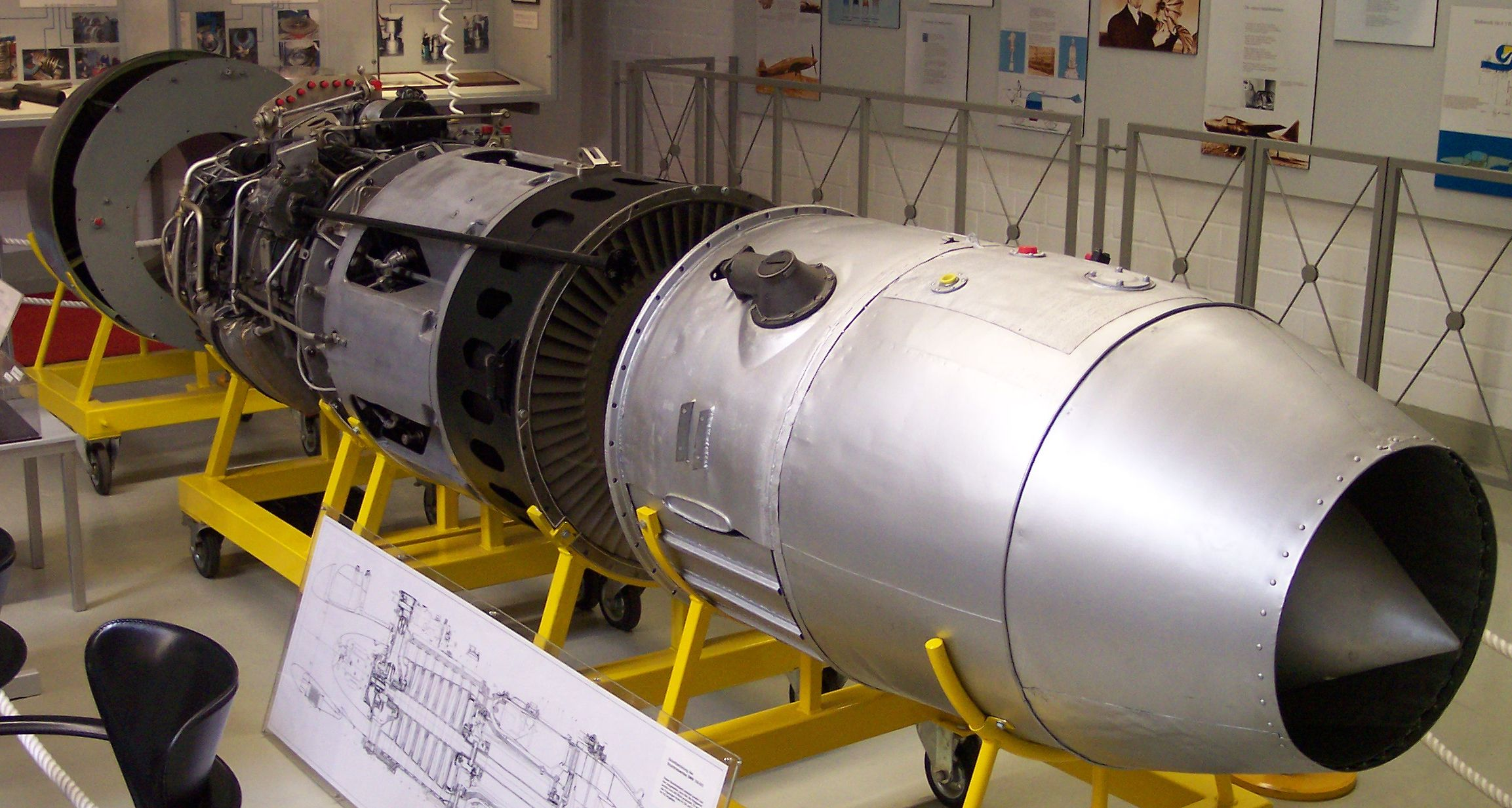
Eines der ersten deutschen Strahltriebwerke: Das Junkers Jumo 004

Die deutschen Turbojet-Triebwerke waren durchweg mit einem Axialverdichter ausgerüstet und hatten so einen kleineren Durchmesser als die englischen Typen mit Radialverdichter. Die Hauptentwicklungslinien waren das Junkers Jumo 004, das mit ca. 4750 Einheiten bei der Messerschmitt Me 262 und der Arado Ar 234 zum Einsatz kam. Das später serienreife und in nur 750 Stück produzierte BMW 003 wurde bei der Heinkel He 162 und Arado Ar 234 verwendet.
Priorität der deutschen Entwicklungslinie hatte die Erhöhung der Geschwindigkeit; Kraftstoffverbrauch, Gewicht und Stabilität sollten im Laufe der Entwicklung verbessert werden. Nach 1941 galt es, eine neue Leistungsmarke von 800 kp (7,85 kN) zu erreichen. Man verwendete bald nicht mehr Normalbenzin, sondern Dieselkraftstoff, der leichter zu beschaffen war und einen höheren Siedepunkt hat. Man benötigte jetzt jedoch eine modifizierte Zündanlage.
Bis zum Ende des Krieges wurden etwa 6700 Triebwerke der Typen BMW 003 und Jumo 004 hergestellt, welche weiterhin Verbesserungen bei der Leistung erreichten, die später bei etwa 900 kp (8,83 kN) lag. Das Heinkel-Triebwerk HeS 011 lief bei Kriegsende mit 1300 kp (12,75 kN) und war das stärkste Turbojettriebwerk der Welt. Bei BMW und Heinkel befanden sich auch die ersten Propellerturbinen in der Entwicklung.
Auf der Basis des W.1 wurde in Großbritannien das Triebwerk Rolls-Royce Welland entwickelt, das etwa 7,56 kN Schub abgab. Dieses Triebwerk wurde anfangs in der Gloster Meteor verwendet. Eine weiter leistungsgesteigerte Variante war die Rolls-Royce Derwent, die ebenfalls in der Meteor Verwendung fand. Diese beiden Triebwerke wurden auf britischer Seite für Kampfflugzeuge im Zweiten Weltkrieg eingesetzt. Auf diesem Konzept – Radialverdichter, Rohrbrennkammer und Axialturbine – fußte die gesamte Entwicklungslinie der in der Nachkriegszeit erfolgreichen britischen Strahltriebwerkstechnik, bis 1950 das Rolls-Royce Avon mit Axialverdichter serienreif war.
Das erste einsatzbereite amerikanische Strahltriebwerk war das ebenfalls aus dem britischen W.1 entwickelte General Electric J31 mit Radialverdichter und einer Axialturbine, welches in der Bell P-59 zum Einsatz kam. Das wesentlich leistungsfähigere Allison J33 beruhte auf dem de Havilland Goblin. Es wurde in der Lockheed P-80 eingesetzt und kam für den Einsatz im Zweiten Weltkrieg de facto zu spät.
In der Sowjetunion gab es vor dem Zweiten Weltkrieg 13 Projekte für Strahltriebwerke. Während des Zweiten Weltkrieges fanden keine wesentlichen Entwicklungen an Strahltriebwerken statt. 2 der 13 Projekte konnten kurz nach dem Krieg fertig gestellt werden und zwar das erste sowjetische Turbojet-Triebwerk von Archip Michailowitsch Ljulka, und das erste sowjetische Turboprop-Triebwerk von Wladimir Uwarow.

### Militärische Weiterentwicklung

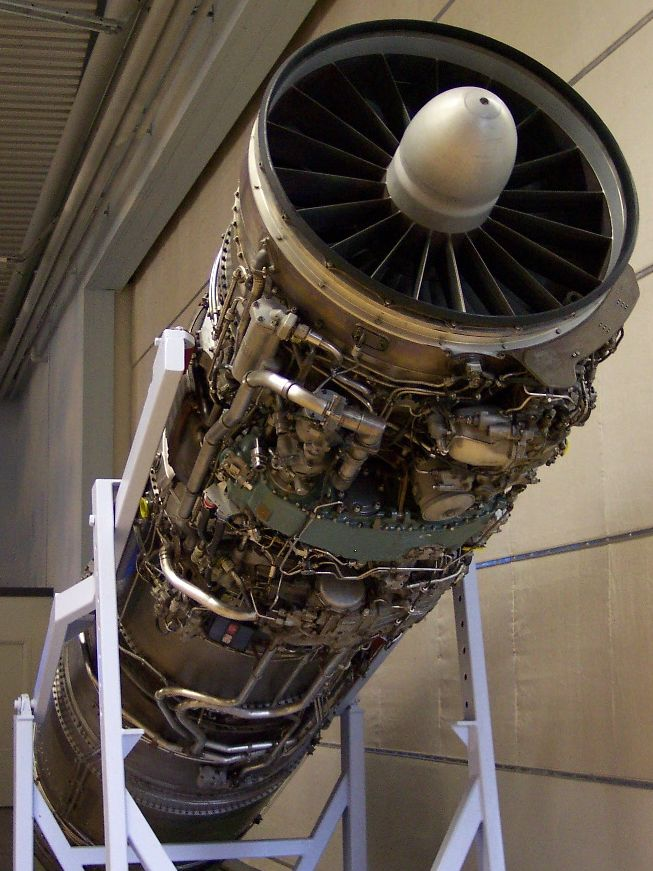
Kampfflugzeugtriebwerk der 1970er Jahre, der Turbofan Volvo RM8B, eingesetzt u. a. bei der Saab 37 Viggen

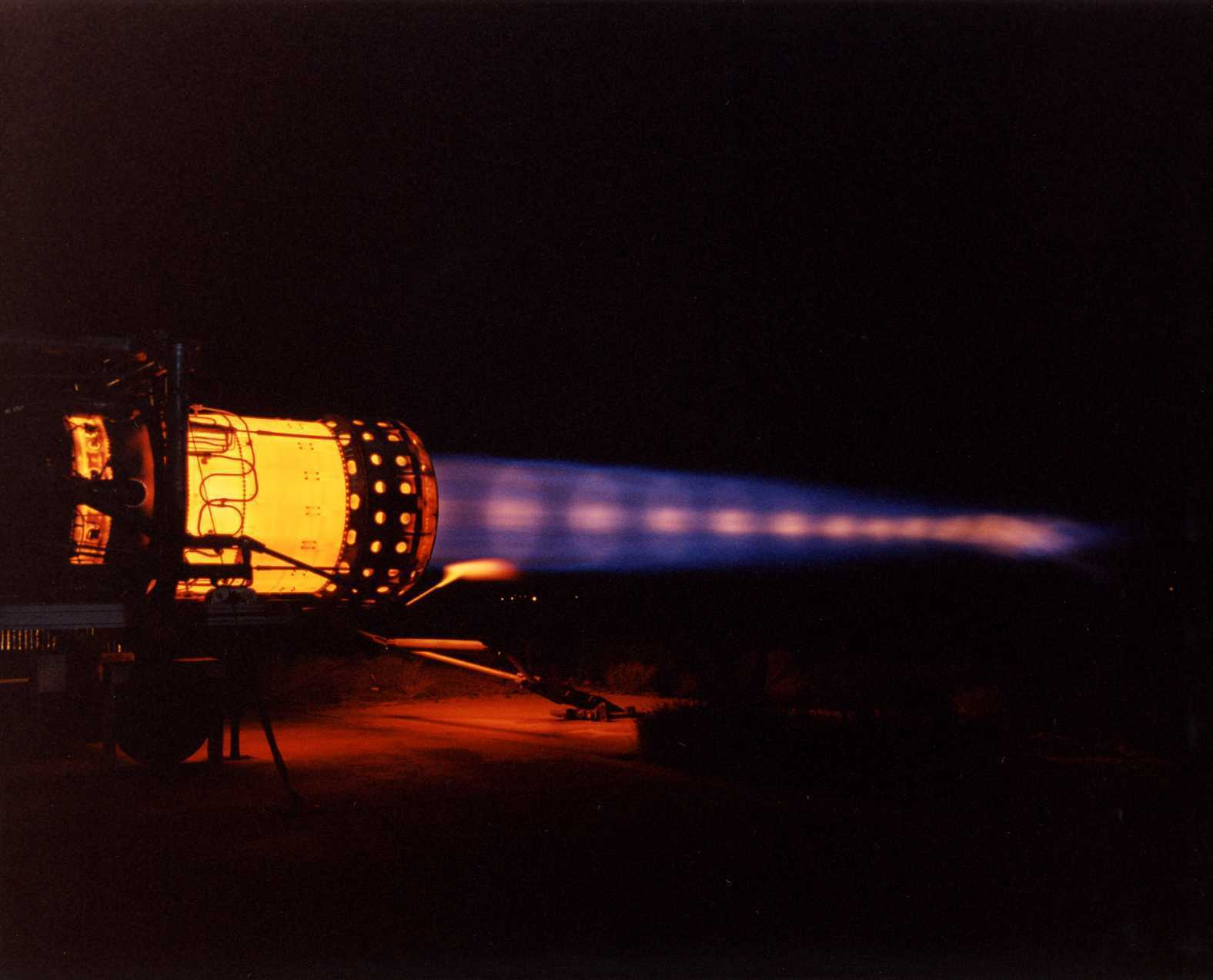
Mach’sche Knoten im Abgasstrahl des Nachbrenners eines Triebwerks vom Typ Pratt & Whitney J58

Das erarbeitete Wissen bildete mit die Grundlage für weitere Entwicklungen in den Militärbündnissen des Warschauer Pakts und in der NATO. Ziel der Entwicklungen war zunächst die Leistungssteigerung, ohne dass die Baugröße geändert werden musste. Das führte schnell zur Entwicklung der Nachbrennertriebwerke, die mit einem geringen zusätzlichen Gewicht eine wesentliche Leistungssteigerung brachten. Diese wurde jedoch auf Kosten des Kraftstoffverbrauchs erzielt. Typische Vertreter in den 1950er Jahren waren im Westen das General Electric J79, im Osten das Tumanski R-11. Beide Triebwerke ermöglichten den Vorstoß in Geschwindigkeitsbereiche bis Mach 2. Die technischen Probleme waren weitestgehend gelöst. Erst der Vorstoß in Richtung Mach 3 Mitte der 1960er Jahre forderte eine Weiterentwicklung. In der Sowjetunion wurde das Tumanski R-31 entwickelt und in den USA das Pratt & Whitney J58, welches wegen der thermischen Belastung bei diesen Geschwindigkeiten mit einem Spezialkraftstoff (JP-7) betrieben wurde.
Mit dem Ende des Wettrennens um immer höhere Geschwindigkeiten und Flughöhen änderten sich auch die Anforderungen an die Triebwerke. Gefordert wurden nun hohe Leistungsdichte bei geringem Verbrauch, gute Beschleunigungsfähigkeit und Überschallfähigkeit. Dies führte zur Einführung von Turbofans auch im militärischen Bereich, etwa des Pratt & Whitney F100 oder des Tumanski R-33. Um den breiten Geschwindigkeitsbereich abdecken zu können, kamen teils sehr komplexe Lufteinläufe auch bei einfachen Maschinen zur Anwendung. Insgesamt wurden die Triebwerke immer leistungsfähiger, um den Kampfpiloten eine gute Chance bei Luftkämpfen ohne Einsatzmöglichkeit der Raketenbewaffnung zu geben.

### Zivile Weiterentwicklung
Das erste zivile Flugzeug mit Strahlantrieb war eine Vickers Viking, die versuchsweise mit zwei Rolls-Royce-Nene-Triebwerken von Propeller- auf Strahlantrieb umgerüstet worden war. Sie absolvierte am 6. April 1948 ihren Erstflug und bewies die prinzipielle Verwendbarkeit dieser Antriebsform auch in der zivilen Luftfahrt.
Zunächst wurden militärisch verwendete Typen adaptiert und in der zivilen Luftfahrt eingesetzt. So wurde das erste serienmäßig strahlgetriebene Verkehrsflugzeug, die De Havilland „Comet“, mit de-Havilland-Ghost-Triebwerken ausgerüstet, die auch im Jagdflugzeug de Havilland DH.112 „Venom“ Verwendung fanden. Die Comet fand bei den Passagieren aufgrund des schnellen und vibrationsfreien Flugs zunächst sehr guten Anklang. Durch eine rätselhafte Unglücksserie mit Comet-Flugzeugen (die jedoch nichts mit den neuen Triebwerken zu tun hatte) kam es jedoch Mitte der 1950er zu einer erheblichen Skepsis von Passagieren und Fluglinien gegenüber Düsenflugzeugen und zu einer Stagnation in der Entwicklung von zivilen Strahltriebwerken. Man bevorzugte Turboprop-Maschinen, und so kam dieser Triebwerkstyp in seiner Entwicklung gut voran. Er war ebenfalls fast vollkommen problemlos. Triebwerke dieser Entwicklungsphase, etwa das Rolls-Royce Dart, leiteten sich noch weitestgehend aus den Turbojettriebwerken der ersten Generation ab.
Die Sowjetunion arbeitete an beiden Triebwerkstypen parallel. Das bisher leistungsstärkste Turboproptriebwerk, das Kusnezow NK-12, eigentlich für die Tupolew Tu-95 entwickelt, kam kurz darauf auch in der zivilen Tupolew Tu-114 zur Anwendung und bewies, dass die Leistungsbereiche von Turbojet- und Turboproptriebwerken nicht weit auseinander lagen, mit Vorteilen in der Geschwindigkeit beim Turbojet und Vorteilen beim Verbrauch beim Turboprop.
Das Mikulin AM-3 der 1955 vorgestellten Tupolew Tu-104 war ebenso eine Ableitung aus einem militärischen Triebwerk wie das Pratt & Whitney JT3, das eigentlich ein militärisches Pratt & Whitney J57 ist. 1954 wurde der erste Turbofan vorgestellt, der Rolls-Royce Conway, der ebenso wie das Pratt & Whitney JT3D eine Ableitung eines Turbojettriebwerks war und nur ein relativ geringes Nebenstromverhältnis aufwies. Das erste speziell für den zivilen Markt entwickelte Strahltriebwerk war das 1960 vorgestellte sowjetische Solowjow D-20, wodurch gleichzeitig diese Antriebsart auch die Kurzstrecke erschloss, da es im Vergleich zu den Turbojets auch bei geringen Geschwindigkeiten einen akzeptablen Verbrauch aufwies.
Der Turbofan setzte sich schnell durch. Mitte der 1960er Jahre wurden praktisch keine zivil eingesetzten Turbojets mehr verkauft. Kleinere Strahltriebwerke wie das General Electric CJ-610 für Geschäftsreiseflugzeuge, etwa den Learjet, wurden Anfang der 1960er ebenso gefordert und auf den Markt gebracht wie die neuen Turbofans mit hohem Bypass-Verhältnis für die Wide-Body-Maschinen, etwa die McDonnell Douglas DC-10 oder die Boeing 747. Typische Vertreter dieser Zeit waren das Rolls-Royce RB211, das General Electric CF6 oder das Pratt & Whitney JT9D. Die Sowjetunion hatte zu diesem Zeitpunkt den Anschluss bei den Turbofans etwas verloren. Die weitere Entwicklung schien jedoch auch auf dem zivilen Markt in Richtung Überschallverkehr zu zeigen, und so entwickelte man in Europa das Rolls-Royce Olympus 593, eine zivile Variante des militärischen Nachbrennertriebwerks, für die Concorde, und das sowjetische Kusnezow NK-144, das auf dem militärischen Kusnezow NK-22 basierte, für die Tupolew Tu-144.
Die erste Ölkrise und die damit verbundene explosive Kostensteigerung bei der Energienutzung zwang zu einem Umdenken. Seit diesem Zeitpunkt stand die Triebwerkseffizienz bei Neuentwicklungen im Vordergrund. Das CFM 56 ist ein Vertreter dieser Zeit. Mit diesem Triebwerk wurden Umrüstprogramme für Turbojet-angetriebene Flugzeuge wie die Douglas DC-8 oder die Boeing 707 angeboten und erlaubten so eine Weiterverwendung dieser teilweise recht jungen Maschinen. Gleichzeitig wurde der Fluglärm zum zentralen Thema. Auch hier jedoch halfen die modernen Triebwerks-Entwicklungen.

### Aktuelle zivile Entwicklung

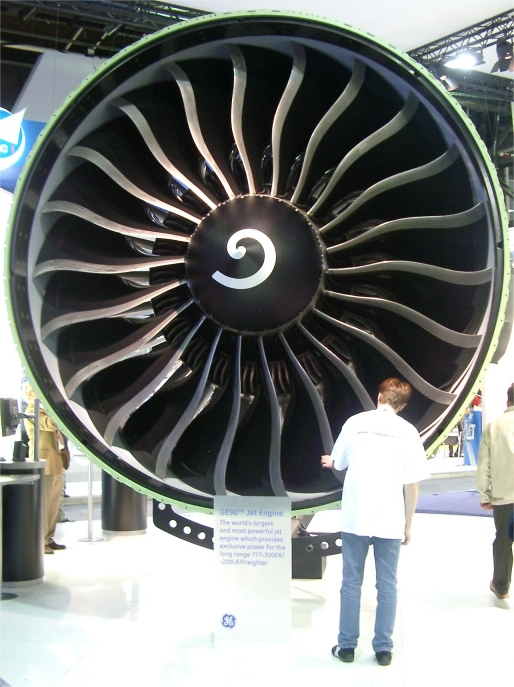
Triebwerk der neuesten Generation: General Electric GE90

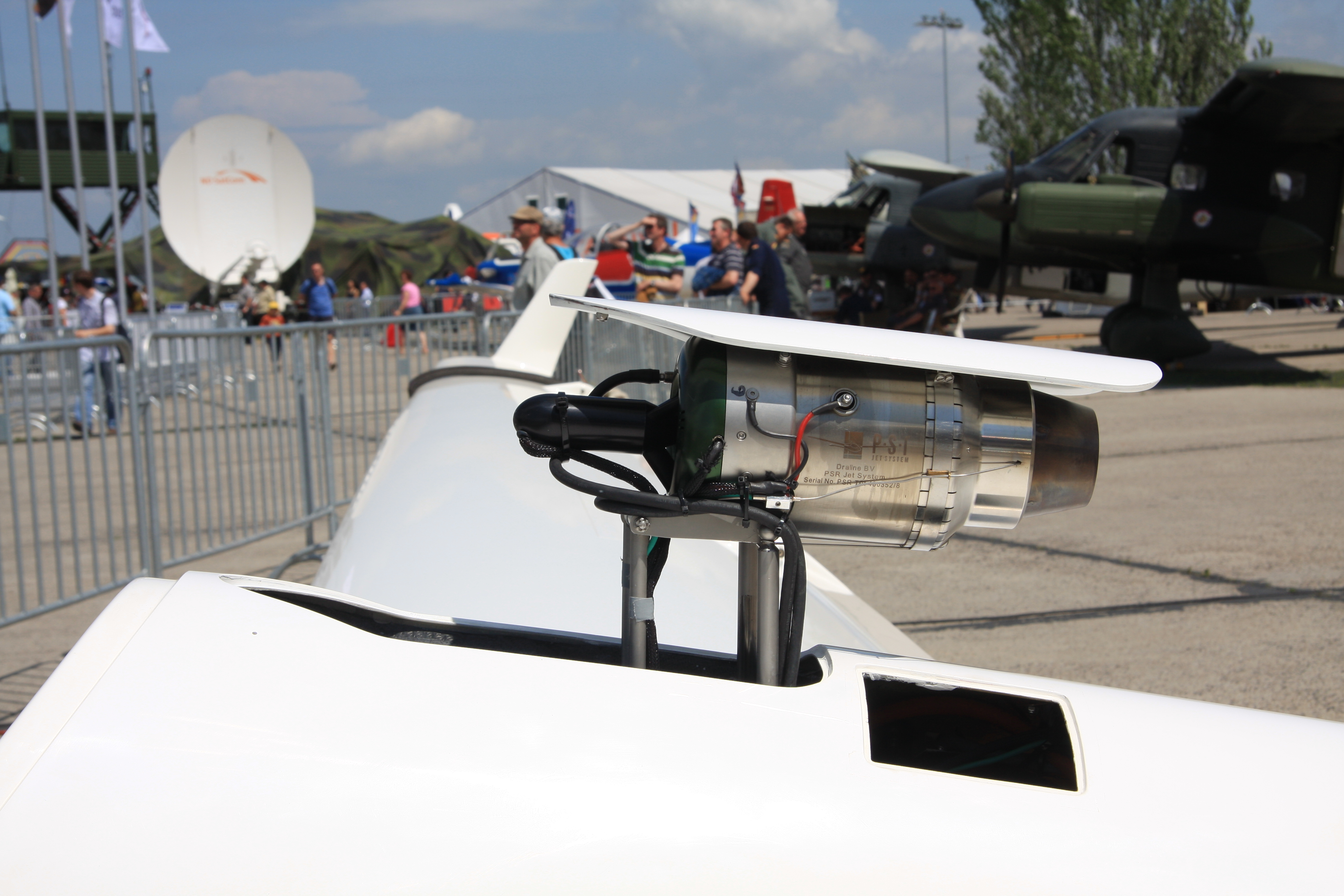
Ein Strahltriebwerk an einem Segelflugzeug

Die Entwicklungstendenz zeigt weiter zum sparsameren, effizienteren und umweltfreundlicheren Triebwerk. Grundsätzlich zielt die Entwicklung bei zivilen Strahlantrieben auf eine höhere Verdichtung, eine höhere Brennkammertemperatur, ein höheres Bypassverhältnis, eine höhere Zuverlässigkeit und längere Lebensdauer der Triebwerke.
Aktuelle Triebwerkstypen (wie das General Electric GE90, das Pratt & Whitney PW4000 oder das Rolls-Royce Trent 800) haben dabei einen um 45 % reduzierten spezifischen Kraftstoffverbrauch gegenüber Turbojets der ersten Generation. Der Triebwerksdurchmesser dieser Aggregate erreicht bis zu 3,5 m bei einem Schub von über 500 kN (GE90-115B).
Das PW1000G besitzt ein Untersetzungsgetriebe für den Fan (Getriebefan). Der Vorteil ist, dass die Niederdruckturbine mit einer höheren Drehzahl betrieben werden kann, was einen besseren Wirkungsgrad verspricht. Darüber hinaus besteht die Möglichkeit, die Fanschaufeln last- und drehzahlabhängig zu verstellen. Insgesamt nähert sich der Fan so einer gekapselten Luftschraube (engl.: Ducted Fan). Noch einen Schritt weiter geht die CRISP (engl.: counter-rotating integrated shrouded propfan)-Technologie, bei der zwei verstellbare, gegenläufige Luftschrauben in einem Fan-Gehäuse sitzen. Diese Triebwerke, etwa das Kusnezow NK-93, erreichen bei akzeptablen äußeren Abmessungen bereits ein Nebenstromverhältnis von 16,6.
Mehrstufige Brennkammern zeigen ein günstigeres Verhalten bei NOx (bis zu 40 % weniger Stickoxide), liegen bei den CO-Werten aber an der oberen Grenze und zeigen besonders im Leerlauf einen erhöhten Verbrauch. Durch die mehrstufige Verbrennung wird die Maximaltemperatur in der Brennkammer gesenkt, die hauptsächlich für die Entstehung von NOx verantwortlich ist.
Eine weitere Möglichkeit, den Wirkungsgrad zu verbessern, ist die Verwendung eines Abgaswärmeübertragers mit einem Zwischenkühler. Dabei wird die Abgastemperatur (z. B. durch einen Lanzettenkühler im Abgasstrahl) und die Temperatur der Luft vor dem Hochdruckverdichter (durch den Zwischenkühler) gesenkt und die Luft vor der Brennkammer erwärmt. Triebwerke mit dieser Technik werden auch rekuperative Triebwerke genannt.
Des Weiteren werden beim Verdichter zunehmend Blisk-Komponenten verarbeitet, bei denen Verdichter- oder Turbinenschaufeln und Turbinenscheibe aus einem Stück gefertigt werden oder nach der Einzelfertigung durch ein Reibschweißverfahren zusammengefügt werden. Dies ergibt ebenfalls Vorteile im Wirkungsgrad, da die Komponenten höher belastet werden können und eine geringere rotierende Masse aufweisen.
Neuen technologischen Ansätzen stehen zum Teil Bedenken der Betreiber, also der Luftfahrtgesellschaften, gegenüber: Diese wollen nur voll ausgereifte Technologien und Triebwerke mit z. B. geringer Teileanzahl verwenden.
Es zeichnet sich ein ständiger Zielkonflikt ab zwischen:
- Anzahl der Teile in einem Triebwerk,
- Wirkungsgrad,
- Treibstoffverbrauch,
- Abgasemissionen,
- Geräuschemissionen,
- Gewicht und
- Wartungsfreundlichkeit

Bei einer Entwicklungsdauer von fünf bis acht Jahren ist es jedoch schwierig, die Marktanforderungen vorauszusagen.
Im Moment werden Treibstoffkosten wieder etwas höher bewertet. Auf der Suche nach alternativen Kraftstoffen werden unterschiedliche Ansätze verfolgt: An einem Airbus A380 der Qatar Airways wurde eines der vier Triebwerke zu Testzwecken auf den Betrieb mit GTL-Kraftstoffen umgestellt. Auch Boeing testete in einer Kooperation mit Virgin Atlantic an einem Triebwerk einer 747-400 den Einsatz von Kokos- und Babassu-Öl als Biotreibstoff. Auch werden für die Nutzung regenerativer Energien Triebwerke mit Wasserstoff als Treibstoff untersucht. Von der Turbinentechnik her erscheint das problemlos, das Gewicht von Wasserstoff ist bei gleichem Energiegehalt sogar geringer als das von Kerosin, jedoch muss der Wasserstoff tiefkalt (−253 °C) mitgeführt werden und benötigt wegen seiner selbst verflüssigt geringen Dichte ein großes Volumen. Alle diese Untersuchungen befinden sich jedoch noch in einem Stadium, das einen Einsatz alternativer Kraftstoffe im regulären Alltagsflugbetrieb in den nächsten Jahren nicht erwarten lässt.
Im Kurzstreckenbereich finden jedoch nach wie vor langsamere und kraftstoffsparende Flugzeuge mit Propellerturbinen ihr Einsatzgebiet, da sie unter diesen Betriebsbedingungen günstiger sind. Das Problem der hohen Geräuschemissionen wird dabei zunehmend durch Einsatz von Propellern mit mehr Blättern erheblich verringert.
Mittlerweile werden die ersten Segelflugzeuge mit einem kleinen ausklappbaren Strahltriebwerk ausgerüstet, um als sogenannte „Heimkehrhilfe“ bei nachlassender Thermik zu dienen.

## Triebwerksmarkt
Die drei bedeutendsten Hersteller sind GE Aviation (General Electric), Rolls-Royce, Pratt & Whitney (Raytheon Technologies), gefolgt von Safran Aircraft Engines und MTU Aero Engines.
Insgesamt konzentriert sich der Markt der Anbieter und es kommt zu globalen Allianzen am Triebwerksmarkt. Beispiel hierfür ist der Zusammenschluss von General Electric und Pratt & Whitney zu einem Joint Venture namens Engine Alliance für Entwicklung und Bau des GP7200 Triebwerks. Im militärischen Bereich werden Kooperationen aufgrund von multinationalen Projekten häufig durch die damit verbundenen nationalen Arbeitsanteile erzwungen. So gründeten beispielsweise Industria de Turbo Propulsores (spanisch), MTU Aero Engines (deutsch), Rolls-Royce (britisch) und Safran Aircraft Engines (französisch) für die Entwicklung des A400M-Triebwerks eigens die EPI Europrop International GmbH.

## Unfallrisiken

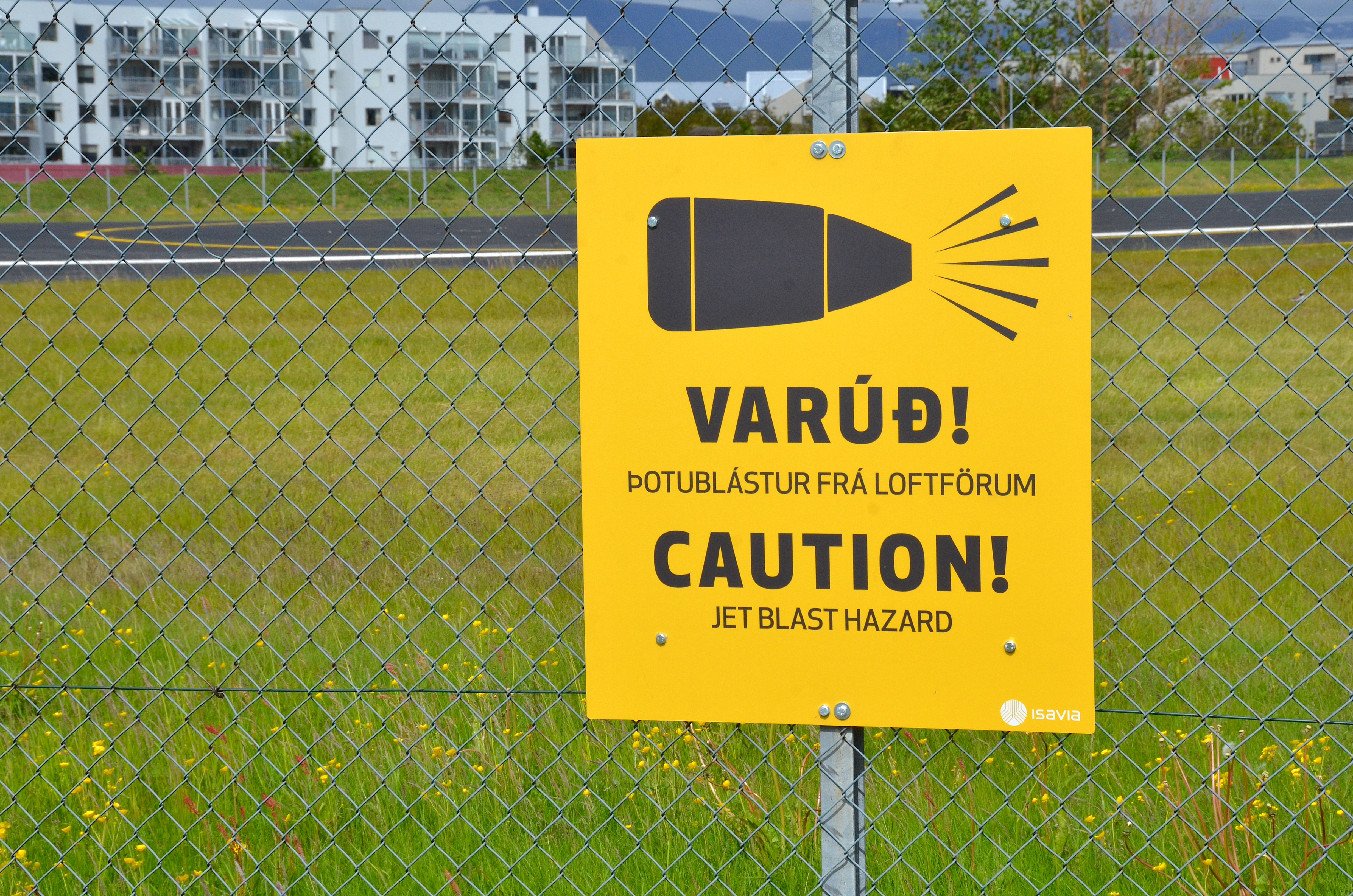
Turbinenstrahl-Warnung am Flughafen Reykjavík

Auf Flugzeugträgern wird auf kurzer Startbahn mit Katapult gestartet; das Ankoppeln des Fahrwerks ans Katapult erfolgt erst unmittelbar vor dem Start von Hand durch eine Person, während die Triebwerke hochgefahren werden. Am Lufteinlass wird Luft mit einer sehr hohen Volumenrate eingesaugt, sodass rundherum ein Sicherheitsabstand von sechs Meter (6 m) empfohlen wird. Wiederholt sind Menschen eingesaugt worden, die sich entgegen Vorschrift und guter Praxis vor einem Einlass aufhielten. Insbesondere kleine Flugzeuge, wie militärische Jäger, haben niedrig liegende Einlässe. Kommt hier eine Person zu nahe, läuft sie Gefahr, vom Luftstrom ins Triebwerk eingesaugt und von den rotierenden Schaufelblättern getötet zu werden.
Der Abgasstrahl hinter einem Flugzeug kann so stark und schnell sein, dass eine Person umgeworfen und weggeblasen, auf Flugzeugträgern auch über Bord geblasen werden kann. Der Princess Juliana International Airport der Karibik-Insel Saint Martin ist weltweit dafür bekannt, dass landende, große Flugzeuge nur 10–20 m über die Köpfe von Schaulustigen an einem Strand hinwegfliegen müssen, und diese sich sehr nah hinter startenden Flugzeugen aufhalten können. Es kam wiederholt zu schweren Verletzungen und auch zu einem Todesfall (2017).